# Mocro Maffia
Pour les articles homonymes, voir Mocro.
Mocro Maffia (également orthographié Mocro-maffia) est l'appellation donnée aux organisations mafieuses marocaines, spécialisées dans le trafic de cocaïne et de drogue de synthèse et basées aux Pays-Bas et en Belgique. L'activité de ces réseaux remonte aux années 1990, période durant laquelle des familles telles que les Chengachi et les Azouagh se spécialisaient dans l'importation de haschich du Maroc. Avec la légalisation partielle des drogues douces aux Pays-Bas, un pivot vers le trafic de substances plus lucratives, comme la cocaïne, est observé, impliquant d'autres groupes familiaux marocains.
Ces organisations exploitent l'avantage géographique offert par la proximité des ports d'Anvers, Rotterdam, et Algésiras, facilitant ainsi les opérations d'importation en collaboration avec les cartels colombiens. Parmi les figures emblématiques de cette transition vers le marché de la cocaïne, Samir Bouyakhrichan et se distingue par son rôle prépondérant, notamment pour son implication dans l'importation de cocaïne via le port de Southampton, en alliance avec la famille Kinahan en Irlande.
Le vol en 2012 d'une cargaison importante de cocaïne au port d'Anvers par le groupe anversois des Turtles, destinée à Houssine Ait Soussan et Benaouf Adaoui aux Pays-Bas, marque le début d'une série d'affrontements violents entre factions rivales. Cette guerre interne a notamment opposé ces derniers face à l'organisation de Gwenette Martha, entraînant la mort d'au moins 100 individus, dont des fausses cibles.
Ridouan Taghi, encore discret, émerge dans les médias comme figure dominante de la Mocro Maffia à partir de 2015, contrôlant une large part du trafic de cocaïne en Europe. Ses alliances avec d'autres figures du crime organisé, telles que Naoufal Fassih (également actif en Irlande), Rico Le Chilien et Raffaele Imperiale de la Camorra, sont marquées par une série d'attentats et d'assassinats. L'arrestation de Taghi à Dubaï en 2019, suivie de celle de son bras droit Saïd Razzouki à Medellín, dans un appartement du Clan del Golfo, a conduit à leur condamnation à perpétuité lors du procès Marengo, centré sur des assassinats perpétrés entre 2015 et 2017. Ce procès, particulièrement sécurisé, est marqué par l'assassinat du frère de Nabil Bakkali, témoin clé, de son avocat Derk Wiersum, et de son confident, le journaliste Peter R. de Vries.
La Mocro Maffia acquiert une notoriété médiatique en Europe à travers une série d'incidents marquants. Parmi ceux-ci figurent la décapitation tragique de Nabil Amzieb, le démantèlement du club de futsal ZVV 't Knooppunt, l'attentat contre De Telegraaf, ainsi que la découverte alarmante d'une salle de torture. En outre, cette organisation est impliquée dans des menaces et des tentatives d'enlèvement visant des personnalités publiques, telles que le journaliste John van den Heuvel, le ministre belge de la Justice Vincent Van Quickenborne, le Premier ministre néerlandais Mark Rutte, et la princesse héritière Catharina-Amalia des Pays-Bas.
Face à l'escalade de la violence, Geert Wilders, un politicien néerlandais d'extrême-droite, prend position en septembre 2019. Il demande officiellement à que la Mocro Maffia soit inscrite sur la liste des organisations criminelles les plus dangereuses actives sur le sol néerlandais. Cette demande s'appuie sur des actes de violence spécifiques, notamment l'assassinat du journaliste Martin Kok, de l'avocat Derk Wiersum, et du renommé journaliste Peter R. de Vries, soulignant ainsi la menace sérieuse que représente cette organisation pour la société.
Dans le cadre des enquêtes en 2023 sur la Mocro Maffia, après le décryptage de millions de messages Pretty Good Privacy des serveurs EncroChat et Sky ECC, plusieurs individus en fuite occupent le devant de la scène médiatique en raison de leur implication présumée dans des activités criminelles. Parmi eux, Bolle Jos suspect dans la disparition de Naima Jillal, une figure criminelle notoire épaulant le criminel Mustapha El Fechtali en Espagne. Othman El Ballouti est identifié comme un trafiquant de drogue d'envergure internationale et victimes de menaces de la part de Vicente Zambada (fils d'Ismael Zambada García) du Cartel de Sinaloa. Nordin El Hajjioui est quant à lui membre du groupe connu sous le nom des Turtles, impliqué dans diverses affaires criminelles. Faissal Taghi, fils de Ridouan Taghi, figure également parmi les personnes scrutées par les autorités et les médias après la découverte d'un plan d'évasion avec Youssef Taghi pour faire libérer Ridouan. La majorité de ces individus les plus recherchés sont soupçonnés de résider aux Émirats arabes unis.

## Étymologie
- Mocro-maffia (« Wie praat die gaat », « Celui qui parle mourra ») : le nom par lequel les autorités néerlandaises et belges néerlandophones désignent les organisations marocaines du Benelux[51]. Le terme a été rendu public par le Néerlandais Marijn Schrijver en 2013 à la suite de la publication de son célèbre livre Mocro Maffia sorti en 2014[52],[53]. Le terme « Mocro » était déjà existant depuis la fin des années 1990 pour désigner un Marocain issu de l'immigration aux Pays-Bas ou en Belgique[54]. Cependant, le terme Mocro-maffia ne fait aucune distinction entre les différents réseaux qui s'entre-tuent, mais désigne bel et bien un réseau marocain actif dans le Benelux, bien qu'une minorité soit d'origine surinamaise ou antillaise[55].
- Mocro-oorlog ou Mocro War  (guerre marocaine)[56] : le nom par lequel les médias et journalistes désignent le conflit Mocro-maffia qui débute en 2012[57].
- Borgerokko Maffia : le nom par lequel les politiciens, médias et journalistes désignent les réseaux marocains actifs à Anvers[58]. Le terme adopté par l'écrivain belge Raf Sauviller, est très vite apparu à la Une des journaux belges, notamment après son ouvrage, un livre sorti en 2017 avec comme nom Borgerokko maffia[59]. Le terme comprend des mots composés entre Borgerhout et Marokko. Raf Sauviller dit avoir choisi Borgerokko pour le nombre important de familles marocaines actives dans le trafic anversois dans le lieu en question[60].

## Origines et contexte

### Historique (1960-1989)
Les Marocains (principalement issus du Rif) ont émigré en groupe dans le Benelux. Cette émigration compacte et assez tardive des années 1960 et 1970 ne s'est jamais arrêtée. Elle provient d'une des régions les plus pauvres du Maroc, rurale, très peu urbanisée, avec pendant longtemps peu d'écoles, que ce soit en arabe ou en français. Cette société paysanne et montagnarde méditerranéenne est assez comparable à la Corse, la Sicile ou la Sardaigne. Elle se caractérise par des rapports communautaires très forts, un esprit d'omerta et d'autosurveillance. Après la décolonisation, des dizaines de milliers de Rifains ont perdu leur emploi dans les vignes et les fermes d'Algérie, puis, à partir des années 1970, dans les mines et la sidérurgie européennes. Cette main-d'œuvre s'est reconvertie massivement dans le commerce, formel ou informel, et notamment dans la contrebande de cannabis. L'argent est réinvesti dans des cafés, des petits commerces, dans l'immobilier au Maroc et, pour les plus riches, dans l'économie de la Costa del Sol, en Espagne. La diaspora rifaine a ainsi essaimé son système économique dans toute l'Europe. Dans les années 1960, la Belgique et les Pays-Bas, qui n’ont aucun passé colonial arabo-berbère, accueillent une immigration marocaine massive en provenance du Rif, pour travailler dans les mines et la sidérurgie de Wallonie, puis dans les Flandres et aux Pays-Bas en plein boom économique. Le commerce de drogue suit les communautés en exil, du Maroc aux Pays-Bas, en passant par l'Espagne, la France et la Belgique.
Dans les années 1980, les quartiers De Pijp et Bos en Lommer sont les quartiers d'Amsterdam qui abritent le plus d'immigrés marocains. Des Néerlando-Marocains organisent l'exportation du haschich des montagnes de Ketama vers les Pays-Bas à bord de leurs voitures, souvent d'anciennes Mercedes Classe S. C'est à cette époque que les organisations mafieuses modernes débutent et commencent à évoluer au milieu des années 1980 avant de se structurer au fil du temps. Ce trafic représente 10 à 12 milliards de dollars de chiffre d’affaires par an depuis 40 ans. Les trafiquants, habitués à passer les frontières et avoir des armes, sont réputés au Maroc pour être très violents. L’État marocain a abandonné la région du Rif pendant de nombreuses années en refusant d’y investir dans les infrastructures, ce qui a poussé la plupart des Marocains originaires des villes comme Al Hoceïma et Nador à se consacrer entièrement à la commercialisation du haschisch. Dans les années 1980, la cocaïne est la drogue des hommes d'affaires et des commerçants boursiers. Ce sont également les années où l'organisation criminelle Penose (en) inspire la jeune communauté marocaine à entrer dans le business de drogue dure, rapportant énormément plus d'argent que le haschich.

### Naissance de réseaux de drogue ultra-communautaires (1989-2006)

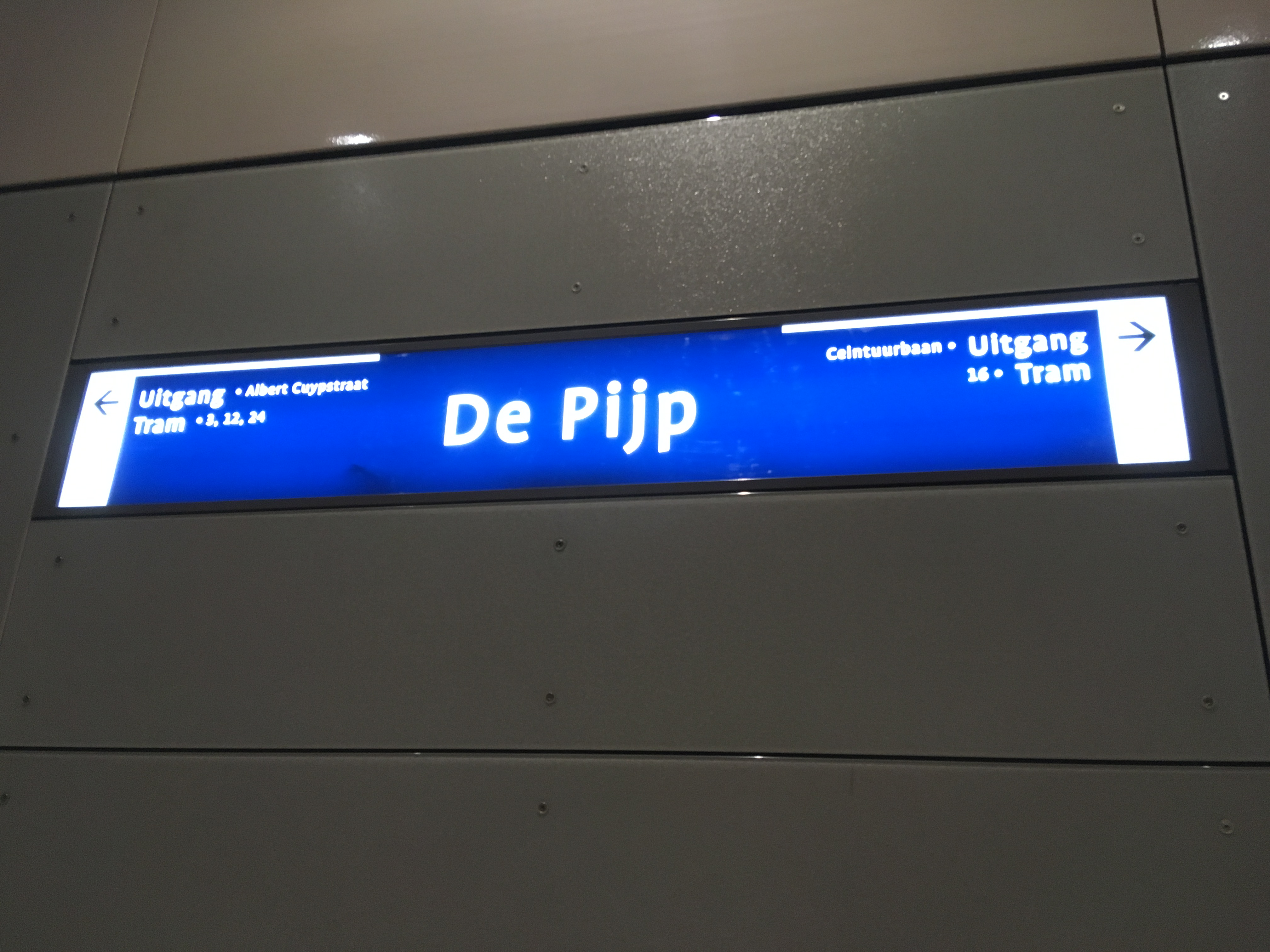
Quartier De Pijp, lieu où débute le conflit Mocro-maffia.

Dans les années 1990, les grands barons d'Amérique du Sud choisissent le Ghana et le Sénégal grâce à l'absence des contrôles douaniers dans les ports les plus importants du pays. Au fil du temps, les cartels sud-américains créent une ligne avec l'Afrique du Nord pour l'exportation vers l'Europe. Le Maroc connait une importante diaspora dans les pays les plus importants d'Europe, c'est ce qui le distingue des autres pays du continent africain. Pendant qu'au Maroc, on compte plus souvent sur les montagnes du Rif et les villes portuaires comme Tanger ou Tétouan, en Europe, c'est Anvers qui devient la plaque tournante européenne avec l'Espagne. Avec Anvers et son port, c'est toute la Belgique qui devient géographiquement une plaque tournante. L'importation et le trafic de drogue deviennent inséparables, et ces activités pallient les licenciements qui touchent massivement mineurs, sidérurgistes et salariés du textile,. Dans un tel contexte, les vieilles mœurs et habitudes et leurs codes traditionnels de conduite, d'honneur, de justice et de méfiance face à l'autorité se sont transplantés dans les quartiers de Bruxelles, Amsterdam et Anvers où ils ont pu croître et se multiplier, avec notamment l'établissement d'une relation d'amitié avec l'organisation néerlandaise Penose (en), à cette époque l'une des plus grandes organisations mafieuses en Europe. Injustement ou non, les autorités belges et néerlandaises caractérisent les communautés par leur « dysocialité » et par une « culture tribale plus agressive» , qui les distinguent des autres communautés immigrées. Le 4 mars 1992, l'une des premières fusillades en rapport avec les premiers réseaux marocains des Pays-Bas éclate dans une discothèque d'Amsterdam opposant le gang marocain de Mohammed Chekhchar à celle du gang surinamais et antillais de Gwenette Martha. L'une des premières victimes est Giovanni Martha qui est le grand frère de ce dernier. Mohammed Chekhchar est condamné à huit ans de prison, en même temps que la libération de Willem Holleeder.
À Amsterdam, le taux de criminalité va s'accroître dans le quartier au cours des années. Dans un tel contexte, un grand nombre de Néerlandais « de souche » décident de quitter le quartier pour résider ailleurs dans la banlieue où le calme règne ou dans les campagnes en dehors de la ville. En 1995, une pétition est mise en place dans certains quartiers pour loger les immigrés marocains en dehors de la ville, sans succès. La place de Diamantbuurt, quartier de De Pijp, se voit très vite avoir une réputation négative due à la criminalité. Elle est rapidement surnommée The Bronx of Amsterdam ou encore South-Central Los Amsterdam. Amsterdam n'est pas la seule ville concernée, Utrecht se retrouve également confrontée à une violence entre la famille Chengachi et Azouagh de Bréda sur fond de trafic de drogues. En 2000, du côté d'Amsterdam, Mohammed Chekhchar est libéré de prison. En 2003, le nom d'un certain Omar alias « le criminel » devient populaire à De Pijp pour ses vols à l'arraché et sa détention d'armes. Il forme une bande de jeunes délinquants appelé Van Wougroep, composée de 28 jeunes néerlando-marocains issus du même quartier. Gwenette Martha va intégrer ce groupe en compagnie des frères Balserang avec pour but de venger son grand frère assassiné il y a plus d'une décennie. Le 14 octobre 2003, Mohammed Chekhchar est abattu dans un coffeeshop à Amsterdam-West. Clyde Lewis, un bras-droit de Gwenette Martha aurait préparé l'assassinat. La criminalité règne pendant de longues années dans le quartier De Pijp, allant jusqu'à une intensification des règlements de compte. En 2004, Europol estimait que les gangs marocains constituaient un milieu criminel en perpétuelle expansion en Europe. Dans la même année, Omar El H. se retrouve devant la juge d'instruction pour avoir tenté de liquider plusieurs personnes du quartier voisin qui compte une importante communauté surinamaise, également impliquées dans des histoires de trafic de cocaïne. Le jeune Omar déclare à la juge : « Mon but était juste de livrer de la cocaïne aux blancs. Les Surinamais espéraient nous voler notre territoire et nos clients. Il fallait qu'ils aient des conséquences car personne ne leur a donné l'autorisation de vendre là-bas. Les anciens, c'est nous. ». Cette « mini-guerre » de quartier finit par s'établir lorsque les deux communautés cohabitent ensemble au fil du temps dans certains quartiers d'Amsterdam dont De Pijp.
Dans le quartier, Gwenette Martha grandit et passe son enfance sur la place Van der Helstplein. Il joue régulièrement au football avec ses amis Najeb Bouhbouh, Houssine Ait Soussan, Harvey Esajas et les frères Balserang. Alors que ces trois derniers finissent par intégrer l'académie de football de l'Ajax Amsterdam, Gwenette Martha choisit avec Najeb Bouhbouh et Houssine Ait Soussan de changer d'objectifs de vie et de mener une vie de gangster, pour « gagner des millions ». Étant encore jeune adolescent, Gwenette Martha se détache du Van Wougroep pour former sa bande Groep-Martha en 2005, ayant pour but de gagner énormément d'argent en prenant contact avec des jeunes belgo-marocains issus des quartiers d'Anvers en Belgique. Cependant, le kick-boxeur Badr Hari, ancien ami de Gwenette Martha, affiche fièrement son soutien au criminel le 31 décembre 2006 lors d'un tournoi de K-1 ayant lieu à Tokyo au Japon, entrant sur le ring sous un maillot où il est inscrit Gwenette For Ever.
L'assassinat de Paul Epskamp marque le début des violences marocaines aux Pays-Bas. En janvier 2005, le trafiquant néerlandais doit se présenter à Nibbixwoud chez des trafiquants marocains pour avoir commis un vol de trois tonnes de haschisch appartenant à Hassan A. et aux frères amstellodamois Rachid et Hassan El Kaldi. Le 30 décembre 2004, lors d'un premier rendez-vous près de la A4 à Schiphol, il nie avoir commis quelconque vol. Lors d'un deuxième rendez-vous, il est conduit vers Rosendael en campagne. Il est déposé dans un endroit où il est accueilli par plusieurs criminels entourant la voiture munis de battes de baseball. Il est menotté et emmené dans un conteneur où il est attaché à une chaise à l'aide de cordes. Questionné sur le vol, il nie avoir des rapports avec le vol commis. Un jour plus tard, les tueurs à gages brisent les côtes de l'individu attaché et percent son genou à l'aide d'une perceuse. Paul Epskamp endure plusieurs jours de torture avant de décéder à la suite d'une crise cardiaque. Son corps est jeté à Vinkeveen avant que les frères El Kaldi prennent directement la fuite au Maroc. Quelques années plus tard, les enquêtes finissent par révéler que Paul Epskamp n'avait réellement rien à voir avec le vol. Les auteurs ne sont jamais retrouvés.

### Premiers règlements de compte (2007-2012)

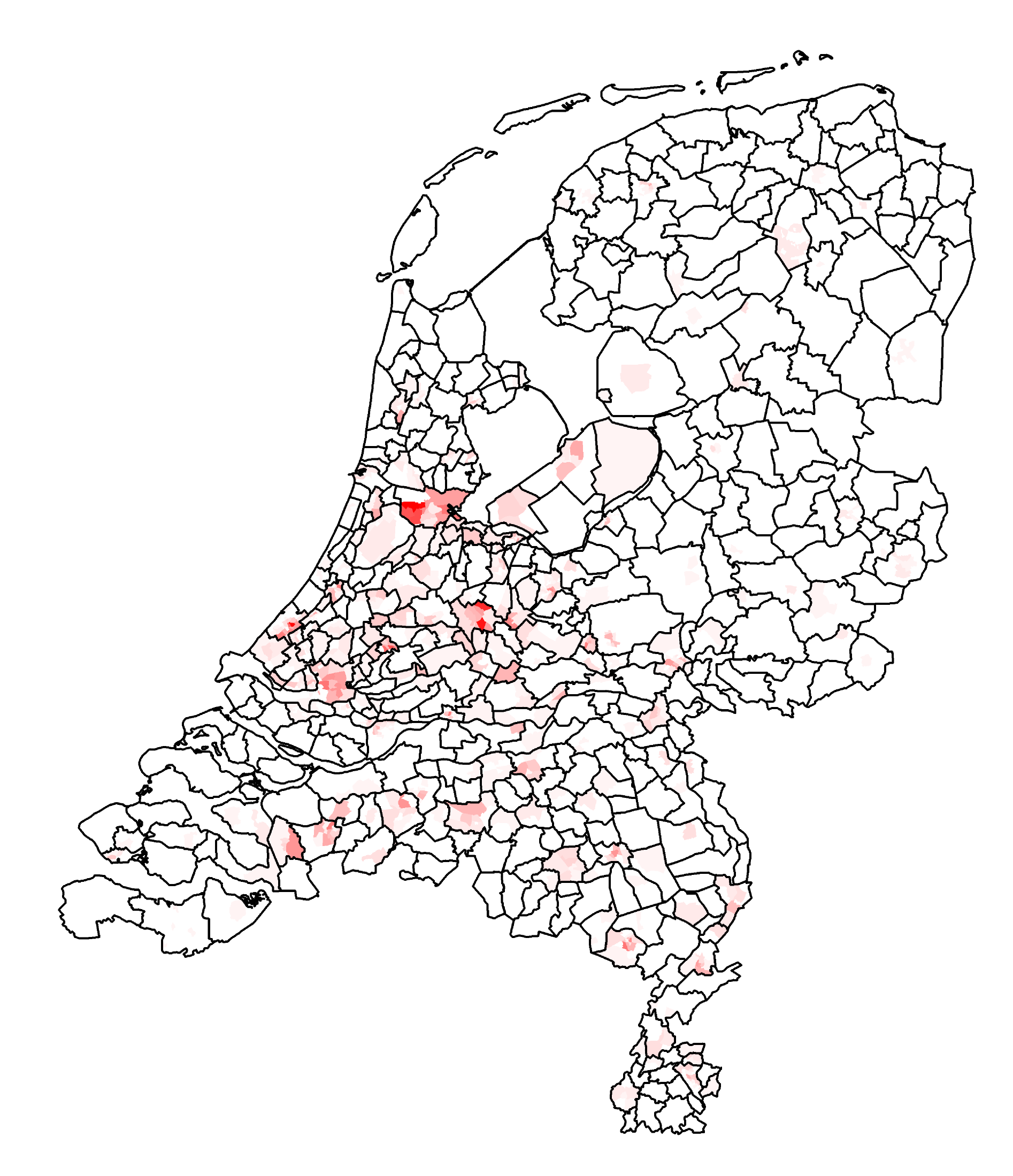
Proportion de Marocains par communes et quartiers aux Pays-Bas en 2007. Le rouge vif désigne le maximum, 24 %.

Entre 2007 et mi-2008, Samir Bouyakhrichan, le « dit » successeur de Mohammed Chekhchar quitte les Pays-Bas pour opérer son réseau à partir de l'Espagne à Marbella.
Le 24 septembre 2008, Said Amhaouch et Redouan Boutaka, bras-droit de Gwenette Martha, assassinent Hassan Aït Khouda à Amsterdam. Hassan Aït Khouda sortait de la mosquée en plein ramadan et se dirigeait au domicile de ses parents. Il est abattu devant sa maison. Hassan était le petit frère de Mohammed Aït Khouda, un membre du groupe du défunt Mohammed Chekhchar, qui avait un conflit avec Najeb Bouhbouh.
Le 5 février 2009, les Pays-Bas connaissent un tournant à la suite d'un double assassinat commis à Amsterdam. Les deux assassinés sont Yassin Chakor et Boneka Belserang, deux membres du groupe de Martha. Les auteurs sont selon Martha les hommes de mains de Mohammed Chekhchar, qui ont répliqué à l'assassinat de Hassan Aït Khouda. Les auteurs du double assassinat ne sont jamais retrouvés. Dans la même année, Redouan Boutaka commet le 4 octobre l'assassinat de Abdel El Faddil à Amsterdam.
Le 12 février 2010, le corps de Said Amhaouch est retrouvé enterré dans le parc Flevo d'Amsterdam. L'homme était l'auteur de l'assassinat de Hassan Aït Khouda en septembre 2008. Au fil des années, le Fayrouz Lounge du quartier De Pijp ouvre ses portes. Considéré par les habitants du quartier comme étant un lieu de non-droit, la cave de la chicha rassemble un nombre important de criminels marocains impliqués dans le trafic de cocaïne depuis de nombreuses années. Avec le rifain ou le darija comme langue principale, les criminels passent leurs soirées à la chicha à jouer au pachisi, aux jeux de cartes ainsi qu'à regarder les matchs de football et de boxe à la télévision. La cave de la chicha devient très vite un endroit de réunion pour les trafiquants marocains. Au fil du temps, les jeunes néerlando-marocains finiront par établir un contact avec des trafiquants de drogue colombiens, mexicains et dominicains pour les importations auxquelles les trafiquants participent. En 2012, Houssine Ait Soussan est à la tête du club futsal ZVV 't Knooppunt ayant comme dirigeant Souhail Laachir (surnommé De Lange), également dans le trafic.

### Trahison à Anvers: début d'une guerre marocaine à Amsterdam (2012-2014)

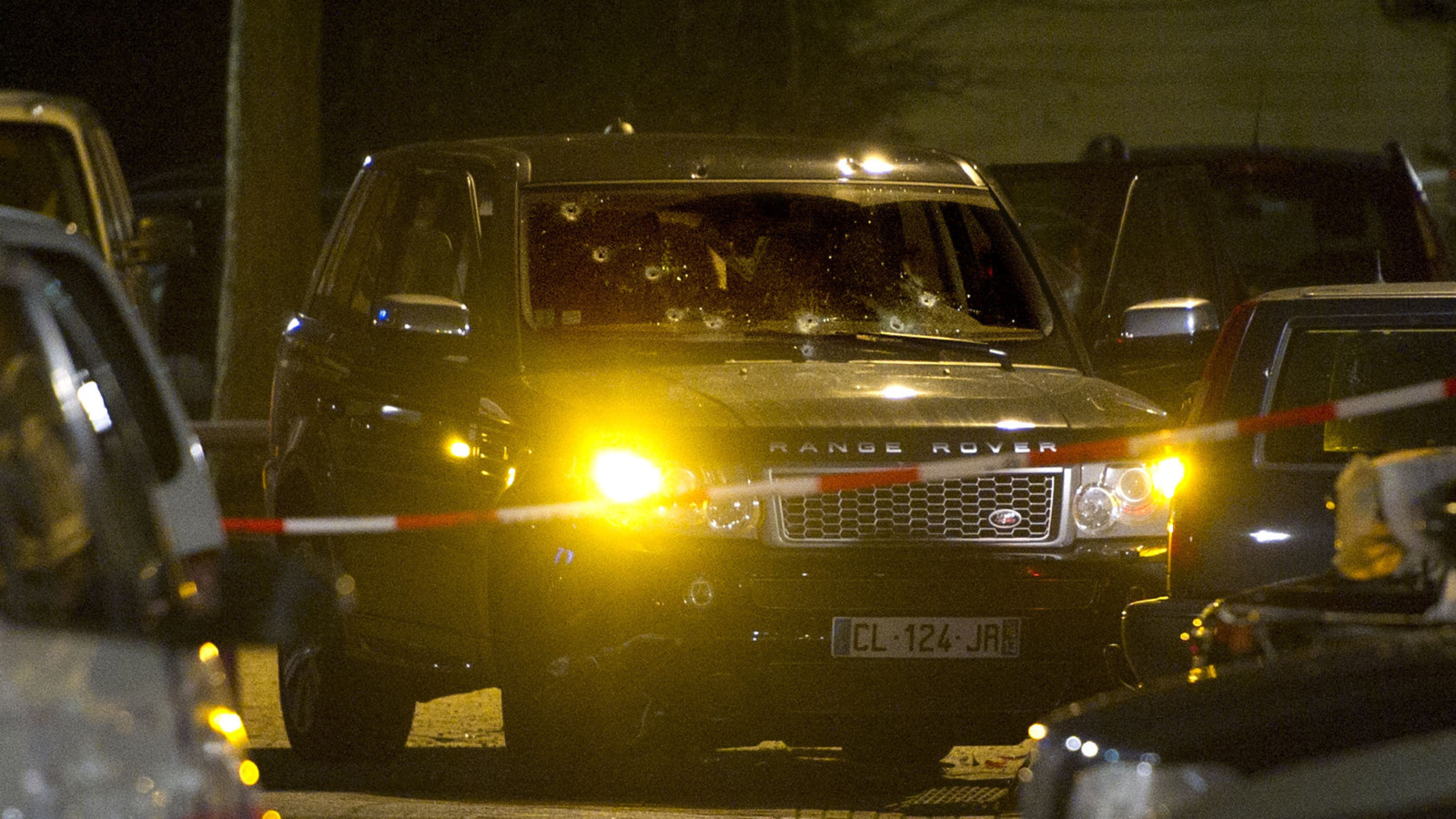
Fusillade du 30 décembre 2012 à Staatsliedenbuurt à Amsterdam.

En février 2012, alors qu'un groupe marocain importe un chargement de cocaïne au port d'Anvers destiné à la bande du Fayrouz Lounge, d'autres trafiquants marocains issus d'Anvers, membres de l'organisation The Turtles, au courant de l'importation, volent la drogue au port d'Anvers. Gwenette Martha trahit la bande Fayrouz et enfreint les règles de la mafia, en collaborant avec The Turtles. Martha aurait également demandé un pourcentage de la cargaison. Houssine Ait Soussan et Benaouf, très vite au courant, se séparent de Martha et forment un groupe à part. À la suite de cela, Benaouf envoie son tueur à gages Rida Bennajem pour assassiner le comptable de Gwenette Martha, Redouan Boutaka, le 22 avril 2012 à Amsterdam. Rida entre dans une chicha d'Amsterdam et tire en rafale à la kalachnikov RPK. Premier coup réussi pour Benaouf, pendant que les autorités néerlandaises ignorent encore la raison de cet assassinat. Entre-temps, le double assassinat d'un couple italien est commis à Saint-Nicolas en Belgique. Le couple avait joué un énorme rôle dans le vol du port d'Anvers, en collaborant avec les Turtles. Quant à Najeb Bouhbouh, il refuse de quitter le clan de Martha et est assassiné pour cette raison par Rida Bennajem, le 12 avril 2012, à la sortie de l'hôtel Crowne Plaza à Anvers. Le Curacien, ayant perdu deux hommes forts de son organisation, riposte et envoie trois tueurs à gages (Adil Abouchdak, Anouar Benhadi et Hamza Belhadj) au bord d'une Audi RS4 volée pour abattre Benaouf à Amsterdam. La fusillade de Staatsliedenbuurt a lieu le 29 décembre 2012, causant la mort de deux personnes : Youssef Lkhorf et Saïd El Yazidi. Benaouf, présent lors de la fusillade avec Rida Bennajem, parvient à prendre la fuite en sautant dans un lac glacial. C'est désormais une guerre sans merci que se livre l'organisation de Benaouf (bras-droit : Ait Soussan) contre celle de Martha (bras-droit : Naoufal Fassih).
Dans les mois qui suivent, le 16 mars 2013, Rida Bennajem est abattu en même temps que l'arrestation du tueur à gages de Martha. La police retrouve dans les poches de Rida Bennajem du cash et un minuscule coran. Côté Martha, Adil Abouchdak est arrêté par les forces spéciales néerlandaises après une course-poursuite, finissant sur des échanges de tirs avec la police. Quant au troisième tueur à gages de Martha, Hamza Belhadj, il est arrêté quelques mois plus tard à l'aéroport de Tanger avec de faux documents. Il est condamné à 20 ans de prison au Maroc. En mai 2013, alors que Souhail Laachir, financier du club de futsal ZVV 't Knooppunt appartenant à Houssine Ait Soussan, se rend dans un musée à Amsterdam, il est assassiné de plusieurs balles au torse par le camp de Martha.
La police néerlandaise confirme en juin 2013 avoir très peu d'informations sur les organisations qui opèrent à Amsterdam à cause de l'omerta qui règne chez les gangsters, après un procès qui a lieu au tribunal en présence de Gwenette Martha et trois complices. À la suite de cela, la police néerlandaise décide d'attirer l'attention des jeunes dans le quartier Bos en Lommer à Amsterdam, en leur proposant une énorme somme d'argent en échange d'informations sur « les grands du quartier », et notamment sur le trafiquant Anouar Benhadi. Fin juin 2013, ces mêmes jeunes dévalisent une voiture appartenant à des enquêteurs néerlandais, stationnée dans une rue ayant une vue sur la chicha Fayrouz sur la Amstelveenseweg. Ils y retrouvent des photos de criminels se trouvant dans la chicha Fayrouz, comme Anass El Ajjoudi (assassiné en 2018), connu dans le circuit criminel avec le surnom Boeloeloe, ou encore Souhail Laachir dans le milieu sportif. Entre-temps, Benaouf est arrêté par les forces spéciales néerlandaises à Amsterdam en juin 2013, donnant les commandes à Houssine Ait Soussan et Omar Lkhorf, le frère de Youssef Lkhorf, décédé en 2012 dans la fusillade de Staatsliedenbuurt. Profitant de la succession, Martha frappe un grand coup et abat Tarik El Idrissi (ami de Benaouf) à Amsterdam en janvier 2014 et Alex Gilis (tueur à gages de Benaouf) à Zaandam en février 2014. Omar Lkhorf reste silencieux et discret, préférant prendre son temps.
Pendant que le bras-droit Naoufal Fassih délaisse l'organisation de Martha pour fonder son propre réseau en alliance avec la mafia irlandaise pour l'internationaliser en Espagne, Najib Himmich, son homme de confiance, prend l'organisation de Martha en main lorsque ce dernier est emprisonné. Il trahit Gwenette Martha en intégrant les rangs du milliardaire Samir Bouyakhrichan opérant dans la Costa del Sol. Le 22 mai 2014 est un jour historique aux Pays-Bas : le gangster Gwenette Martha est abattu par 84 balles de kalachnikov à Amstelveen. Deux mois plus tard, Omar Lkhorf échappe à la mort. Stefan Eggermont, une mauvaise cible, est assassiné à sa place par le camp Martha, les deux hommes roulant en Fiat Punto. Pendant que tout le monde parle d'une vengeance d'Omar Lkhorf, c'est finalement Bouyakhrichan qui est soupçonné d'être derrière l'assassinat de Martha, afin de protéger son nouveau venu Najib « Ziggy » Himmich d'une éventuelle vengeance de Martha.
Naoufal Fassih apprend très vite la nouvelle, depuis l'Irlande. Le 29 août 2014, il se rend à Benahavís en Espagne pour un rendez-vous avec Bouyakhrichan dans un bar au bord de la plage autour d'une table composée de Naoufal Fassih, Samir Bouyakhrichan, Najib Himmich et Jayjay, un jeune rappeur néerlandais également dans le milieu criminel. Lorsque Najib Himmich assène un coup de poing au visage de Bouyakhrichan, des tueurs à gages pénètrent dans le bar et abattent Samir Bouyakhrichan. L'assassinat est orchestré par Naoufal Fassih et Ridouan Taghi, un criminel encore inconnu au bataillon. Najib Himmich est soupçonné d'avoir présenté ses excuses à son ancien clan, en échange de livrer des informations sur Bouyakhrichan, mais Naoufal Fassih le trahit. Le 8 décembre 2014, les autres membres de Martha décident de frapper un grand coup à la suite de la trahison de Najib Himmich. sa femme Luana Luz Xavier est abattue devant ses enfants à Zeeburg. Quant à Najib Himmich, il est porté disparu et présumé mort.

### Martha vs Benaouf: les successeurs se livrent la suite d'une guerre sans fin (2014-2017)
La suite du conflit a lieu à Paramaribo en Suriname où Marchano Pocorni est abattu. Il est soupçonné d'avoir été le deuxième tueur à gages aux côtés de Rida Bennajem pour l'assassinat de Najeb Bouhbouh à Anvers. Le 7 novembre 2015, près d'un an et demi après l'assassinat de Gwenette Martha, Omar Lkhorf réplique dans la guerre « Benaouf vs Martha » et envoie Hicham B. pour assassiner Eaneas Lomp, un membre de l'organisation Martha. Omar Lkhorf a comme but de venger son frère Youssef Lkhorf assassiné en 2012 par le camp Martha et organisé par deux frères connus sous le nom de Yakhlaf. Omar Lkhorf passe à l'acte et envoie deux tueurs à gages pour abattre les frères Chahid et Chafik Yakhlaf. Les deux victimes membres du groupe de Martha parviennent à s'enfuir. La scène est filmée par une caméra de surveillance. Le 31 décembre, lors du soir du nouvel an, il parvient quand même à abattre Chahid Yakhlaf. Les Pays-Bas voient alors Omar Lkhorf comme l'un des plus grands tueurs en série. Cependant, cela a peu d'importance pour certains politiciens qui trouvent que « tant qu'ils se tuent entre eux, cela a peu d'impact sur la société ». Noureddine A. (surnommé Hitler) est le deuxième homme qui a organisé la fusillade à Staatsliedenbuurt en 2012 dans le camp de Martha. Le 3 avril 2016, Omar Lkhorf envoie Mohamed H. et Zakaria Z. pour abattre Noureddine A. à Amsterdam. À la suite de messages Pretty Good Privacy décryptés par une université canadienne, les autorités néerlandaises accusent Omar Lkhorf d'être derrière la tentative d'assassinat à la suite de son message : « Je le cherche depuis des années. Ce pédé a aussi organisé la fusillade Staatsliedenbuurt » Le 15 avril 2016, Naoufal Fassih est arrêté à Dublin en Irlande, soit un jour avant l'assassinat de Pjotr R., préparé en collaboration avec Ridouan Taghi, encore inconnu dans le milieu criminel néerlandais. Naoufal Fassih fait confiance à Ridouan Taghi et lui prête ses hommes. Les autorités néerlandaises accusent Naoufal Fassih d'avoir assassiné Mohammad-Reza Kolahi, un membre de l'Organisation des moudjahiddines du peuple iranien et auteur de l'attentat de Hafte Tir, le 15 décembre 2015 à Almere. Les enquêtes s'avèrent vraies, et n'ayant pas été extradé vers les Pays-Bas, il est condamné à perpétuité en Irlande.
L'organisation de Benaouf, Houssine Ait Soussan et Omar Lkhorf ont toujours le contrôle sur le club de futsal ZVV 't Knooppunt. L'équipe évolue en D1 néerlandaise et la police enquête sans arrêt sur les staffs ainsi que les supporters régulièrement présents dans les tribunes, dont un grand nombre ont leur nom gravé dans des listes noires des bandes de Mocro-maffia à Amsterdam, dont Khalid Jaafar (assassiné en 2015 au Panama) et Isham B. (blessé en 2015 dans une fusillade). Après un événement tragique ayant causé la mort de Khalid Jaafar au Panama, Houssine dont le nom est également cité sur plusieurs listes noires, décide de prendre la fuite au Maroc pour échapper à la Mocro-oorlog. Le 26 juillet 2015, Houssine Ait Soussan est arrêté par la BCIJ à Tanger. Omar Lkhorf adopte sous les ordres de Houssine Ait Soussan le bras-droit Adil El Manti, un policier bruxellois corrompu opérant à Bruxelles et Anvers. Adil El Manti est derrière un réseau d'enlèvement et est affilié au grand banditisme français, pouvant diriger un commando français pour les enlèvements et évasions de prison. En Belgique, le réseau d'Adil El Manti, commandité par Houssine Ait Soussan, enlève Abdelkader Bouker (présumé mort), un proche de la mafia israélienne et Younes El Ballouti, un proche du clan The Turtles à Anvers. Pendant qu'El Ballouti parvient à s'échapper d'un local de séquestration, le corps d'Abdelkader Bouker n'est jamais retrouvé. Le 9 janvier 2017, la police belge arrête Abdelkader A. à Schaerbeek. Il est soupçonné d'être un membre du réseau d'enlèvement que contrôle Houssine Ait Soussan depuis sa cellule via Adil El Manti. Quant à Younes El Ballouti, il est enlevé le 15 novembre 2016 à Anvers et séquestré dans une cave à Saint-Josse-ten-Noode à Bruxelles, avant d'être transféré dans une seconde cave à Nanterre en France. Le 22 décembre 2016, Younes El Ballouti parvient à s'échapper. Pendant que les frères Echargui sont assassinés à Nimègue, à Amsterdam, la tête de Nabil Amzieb est retrouvée décapitée devant la chicha Fayrouz. Il s'agit d'un message fort de l'organisation de Martha pour les hommes de Benaouf. Le 9 mars 2016, le bourgmestre d'Amsterdam ferme définitivement les portes de la chicha Fayrouz. Entre-temps, la mafia domine les terrains et le club mafieux ZVV ’t Knooppunt est champion des Pays-Bas, parvenant à se qualifier en Ligue des champions de futsal. La Fédération royale néerlandaise de football fait appel à des enquêteurs pour lancer des recherches approfondies sur les sources financières du club et des joueurs. En mai 2016, Benaouf Adaoui est condamné à douze ans de prison pour l'assassinat de Najeb Bouhbouh. La police découvre en fin 2016 que l'argent payé aux footballeurs était en réalité de l'argent provenant d'un réseau Mocro-maffia, notamment celui de l'organisation de Houssine Ait Soussan.
Lors de la même période, le journaliste Martin Kok est assassiné à Laren. Le journaliste était à la tête d'un site relayant régulièrement des informations sur les affaires criminelles aux Pays-Bas et relayant quotidiennement le nom de Ridouan Taghi. Le journaliste est l'un des premiers à être au courant de l'organisation de Taghi qui est jusque-là inconnue aux Pays-Bas. Étant conscient que citer le nom de Taghi est tabou, le journaliste prend l'organisation à la légère, écrit beaucoup sur Taghi et dévoile plusieurs photos du criminel avant la découverte d'une bombe placée en dessous de son véhicule. Lorsqu'il est interviewé par les médias sur le lieu du crime, le journaliste se moque de Taghi et menace d'écrire beaucoup plus sur son site web. Martin Kok échappe à deux tentatives d'assassinats avant d'être abattu, dans un attentat à la voiture piégée.
Le 5 juillet 2017, Omar Lkhorf, recherché par Interpol, est arrêté à Bruxelles. Il est condamné à perpétuité et tente de s'évader de prison en janvier 2020 via le réseau d'enlèvement que possède Houssine Ait Soussan. Le camp Benaouf et Martha finissent par trouver un accord pour établir un wapenstilstand (cessez-le-feu). Malgré l'assassinat d'Anass El Ajjoudi (membre de Benaouf) le 17 janvier 2018 à Amsterdam, il n'y aura aucune suite dans le conflit.

### Cessez-le-feu du conflitMartha-Benaoufet apparition de Ridouan Taghi (2017-2019)
Grâce au cessez-le-feu du conflit Martha vs Benaouf, l'étoile montante du milieu criminel Ridouan Taghi en profite pour monter son propre réseau criminel issu d'Utrecht, afin de mettre fin à un cycle et marquer son territoire dans le trafic international basé aux Pays-Bas. Naoufal Fassih, bon ami de Ridouan Taghi, se met d'accord avec Taghi pour l'assassinat de Mustapha El Fechtali, patron du café La Crème à Marrakech, un bras-droit du criminel assassiné Samir Bouyakhrichan, ennemi juré de Taghi. Le 2 novembre 2017, Taghi envoie deux tueurs à gages à Marrakech pour abattre Mustapha « Mous » El Fechtali. Les deux tueurs à gages abattent la mauvaise cible. Contrairement aux criminels de la Mocro-maffia précédents, Ridouan Taghi possède l'organisation Mocro-maffia la mieux structurée, ayant des tueurs à gages dans les quatre coins du monde. Ayant joué un rôle avec Naoufal Fassih dans l'assassinat de Mohammad-Reza Kolahi à Almere, il s'offre une coopération avec les services secrets iraniens pour rester sous les radars d'Interpol. Côté Amsterdam, la KNVB décide d'exclure définitivement le club de la Mocro-maffia ZVV 't Knooppunt des championnats professionnels.
Nabil Bakkali est un tueur à gages d'Utrecht engagé par Ridouan Taghi dans le coffeeshop Sahara à Utrecht en 2010. Lorsque Taghi l'emmène en Espagne pour faire connaissance avec Saïd Razzouki, son bras-droit, le feeling passe et le jeune criminel commet deux assassinats en juin et décembre 2016. Lorsque Taghi donne le feu vert à Nabil Bakkali pour assassiner le journaliste Martin Kok, ce dernier abat par accident Hakim Changachi, un ancien ami à lui qui conduisait le même véhicule que le journaliste Martin Kok, ce qui a entraîné la colère de Taghi, opérant son réseau à partir d'un appartement à Bruxelles en Belgique. Nabil Bakkali préfère prendre ses distances du réseau de Taghi et se rend de lui-même à la police en janvier 2017. Bakkali propose un deal aux autorités néerlandaises : il promet de parler sur l'organisation de Taghi, en échange d'une peine d'emprisonnement réduite. Bakkali décide de se repentir et d'aller présenter ses condoléances à la famille Changachi. Taghi, au courant de l'information qui est relayée par la presse néerlandaise, envoie deux tueurs à gages à Amsterdam qui abattent Reduan Bakkali, son frère, en mars 2018.
Lorsque les médias relayent les informations sur Taghi, révélés par Nabil Bakkali, le siège social de Panorama est pris d'un attentat à la lance-roquette. Cinq jours plus tard, le siège social de De Telegraaf est la cible d'un attentat à la voiture bélier. Lorsque le journaliste John van den Heuvel donne son avis sur les incidents qu'eut lieu au micro du journal De Telegraaf en évoquant le nom de Ridouan Taghi, quelques jours plus tard, des individus tirent avec une Kalachnikov en direction de son domicile pour passer un message de menace. Il reçoit également une lettre de la part de Ridouan Taghi, lui prévenant qu'il figure sur une liste noire, ayant une énorme prime d'argent placée sur sa tête. Un mois plus tard, Jamal M., un membre de la bande Bouyakhrichan est assassiné par Taghi à Barcelone. Le 27 octobre 2018, l'Utrechtois Hamza Ziani, ayant opéré avec Bouyakhrichan est assassiné à son tour à Marbella. Ridouan Taghi devient le criminel le plus recherché d'Europe avec une récompense de 100 000 € promise par les autorités néerlandaises aux personnes qui seront prêtes à livrer des informations qui pourraient aider à l'arrestation du gangster. En décembre 2018, une bombe est placée sous la voiture de la sœur du Belge Samir El Bartali liquidé en 2017.

« Tu reçois minimum 70 000 euros et Taghi te livre les voitures et les armes pour passer à l'acte. »

— Déclaration de Tony de G., un témoin clé dans le documentaire saison 2 de De Jacht op de Mocro-Maffia sur Videoland.
Cependant, Taghi est soupçonné de se trouver à Kich en Iran, protégé par le gouvernement iranien. Une chose est sûre, Taghi a déjà quitté Bruxelles depuis longtemps. Le 5 mai 2019, Ridouan Taghi assassine Dennis G., un ami de Mustapha F. à Paramaribo en Suriname. Quelques jours plus tard, les trois tueurs à gages de Taghi opérants en Suriname sont arrêtés par les forces spéciales dans la capitale surinamaise. Le 18 septembre 2019, l'avocat de Nabil Bakkali, Derk Wiersum est abattu devant son domicile à Amsterdam par Ridouan Taghi. Cet assassinat a nécessité l'angoisse de plusieurs politiciens néerlandais dont Geert Wilders et le premier ministre Mark Rutte qui n'ont pas hésité à organiser une conférence au parlement national des Pays-Bas dans la chambre basse. Un mois plus tard, l'organisation de Taghi enlève Naima Jillal, la compagne de Mustapha F. à Amsterdam. Ridouan Taghi termine son année en assassinant Rachid Kotar, le comptable du baron Samir Bouyakhrichan, le 12 décembre 2019 à Amstelveen devant les yeux de son fils âgé de quatre ans.

### Arrestations: Taghi à Dubaï, son bras-droit Razzouki à Medellín (2019-2020)
Le 16 décembre 2019, Ridouan Taghi est arrêté à Dubaï par les forces spéciales émiraties. Il est extradé aux Pays-Bas en jet privé et est en détention dans le centre fermé de Vught en attente du procès Marengo. Selon des sources belges, le criminel contrôlait l'entièreté du trafic de cocaïne aux Émirats arabes unis. Un mois plus tard, le 18 janvier 2020, Papkind, membre de l'organisation de Gwenette Martha et Naoufal Fassih, est arrêté à Dubaï et extradé vers les Pays-Bas.
Le 19 janvier 2020, une tentative d'évasion de prison a lieu à Zutphen. Il s'agit du criminel Omar Lkhorf qui a fait appel à un commando franco-néerlandais pour commettre un attentat contre la prison. Une attaque à la voiture bélier a lieu à l'entrée de la prison. La porte en métal n'a pas pu s'ouvrir. À la suite de cette évasion ratée, les auteurs prennent la fuite et Omar Lkhorf est transféré dans le centre fermé de Vught. Omar Lkhorf avait pour but de reprendre l'organisation en main afin de reprendre le contrôle, géré jusqu'à maintenant par l'organisation de Taghi. Les quatre complices français : Alberic G., Bilal L., Foulet N. et Hatime O. sont condamnés à quatre ans et demi de prison.
Le 7 février 2020, le bras-droit de Ridouan Taghi, Saïd Razzouki, est arrêté à Medellín en Colombie par le FBI et l'armée colombienne dans un appartement appartenant au Clan del Golfo. La presse colombienne souligne que Razzouki collaborait régulièrement avec le Cartel de Sinaloa. Razzouki est actuellement incarcéré dans la prison de Bogota, en attente d'une extradition vers les Pays-Bas. À la suite des arrestations de Taghi et Razzouki, les autorités néerlandaises estiment que l'organisation aurait à l'heure actuelle déjà un successeur.

« Pour localiser Razzouki, nous avons eu besoin des techniques utilisées il y a 30 ans pour traquer Pablo Escobar car Razzouki appliquait les mêmes mécanismes afin de rester sous les radars et échapper à chaque contrôle des autorités colombiennes. Razzouki n'a pas utilisé ni de technologies, ni de réseaux sociaux depuis huit ans, à tel point qu'il n'a plus donné de nouvelle à sa famille aux Pays-Bas. Nos enquêteurs ont enquêté sur ses traces à l'aide des avions de renseignement qui ont régulièrement survolé la ville de Medellín, avec pour but de le localiser. La dernière fois que l'Unité de l'élite de la police colombienne était intervenue pour une telle affaire, c'était lors de l'opération menée le 2 décembre 1993 pour traquer et abattre Pablo Escobar. Razzouki est suspecté de trafic, fabrication et possession de drogue, d'homicides et de terrorisme. Il avait changé son apparence physique à l'aide d'une chirurgie esthétique pour paraître plus vieux. Razzouki appartenait à l'organisation criminelle européenne Mocro-maffia et était à la tête d'un groupe de trafiquants du Clan del Golfo dans l'exportation de cocaïne à l'international, mais surtout vers l'Espagne et le Portugal. »

— Jorge Ramírez, directeur général de la police colombienne, le 10 février 2020 à Bogota, après l'arrestation de Saïd Razzouki.
Le 31 mai 2020, l'avocat Khalid Kasem est accusé d'avoir livré des informations précises au baron Ridouan Taghi. C'est ce qu'interceptent des informaticiens canadiens dans des messages PGP déchiffrés provenant de Ridouan Taghi, présageant une affaire de corruption. À la suite de cela, Peter R. de Vries, travaillant dans le cabinet d'avocats de Khalid, se retire et se lance en tant qu'homme de confiance pour le témoin-clé Nabil Bakkali, jusque-là, sans avocats depuis l'assassinat de son ex-avocat Derk Wiersum. Peter R. de Vries voit sa demande refusée par les autorités néerlandaises pour cause de risque d'attentat ou d'assassinat. Quelques jours plus tard, Peter Schouten est nommé nouvel avocat de Nabil Bakkali.
Le 3 juin 2020, le comptable de l'organisation Taghi Amir Faten Mekki est arrêté à Dubaï. Le jeune homme opérait une organisation violente en Suède ainsi que dans la Costa del Sol, causant en Espagne la mort de Flamur Beqiri de la mafia albanaise, David Avila ainsi que Sofian Mohammed alias « Zocato ».
Le 18 juin 2020, Interpol capture en coopération avec l'ambassadeur des Émirats arabes unis un baron de la drogue des Turtles, Nordin El Hajjioui (alias Dikke Nordin van Den Dam) à Dubaï. Nordin serait derrière les nombreuses fusillades et explosions qui ont fait trembler Anvers entre 2017 et 2020. Entre ces années, des grenades explosives sont retrouvées devant le domicile de sa mère, le véhicule de sa mère est incendié et son frère est victime d'une tentative d'assassinat à la kalachnikov. Il est le plus dangereux criminel belge de l'histoire à être arrêté à Dubaï. Quelques jours plus tard, il est relâché en échange d'une caution colossale.
Dans le week-end du 22 au 24 août 2020, quatre bombes explosent chacune à leur tour à Anvers devant quatre domiciles. Aucun blessé n'est à déplorer. Les autorités belges soupçonnent les auteurs de faire passer un message de menace sur fond de trafics de drogue. Un des quatre domiciles appartient à la famille El Bartali. Samir El Bartali fuit la Belgique après que des hommes cagoulés aient tenté de l'abattre devant son domicile. Il est assassiné le 27 décembre 2017 à Rotterdam. Quelques semaines après son assassinat, le véhicule de la sœur de Samir explose à Deurne. Selon le bourgmestre d'Anvers, la famille serait toujours active dans le trafic international de cocaïne.
En octobre 2020, huit Néerlando-Marocains sont arrêtés en Espagne dans le cadre de l'opération Cetil,. Les huit hommes font selon Europol partie du réseau de cocaïne le plus actif d'Europe, reliant une collaboration criminelle entre la Galice et les Pays-Bas. La police espagnole met la main sur 188 kilos de cocaïne en Espagne ainsi que 6 tonnes de cocaïne dans les ports de Marín, de Valence, de Rotterdam et du Panama. Grâce à une collaboration avec la DEA, la police espagnole est parvenue à avoir les hommes dans leur radar grâce au démantèlement d'un réseau international d'armes dans la province de Pontevedra et de la découverte d'un narco-sous-marin. Le chef du réseau reste toujours en fuite et se trouve selon les autorités espagnoles à Dubaï. Les deux bras-droits du chef Mohamed « Gordo » Maadouri et Faysal El Ouardani ont quant à eux été arrêtés. Fouad Hammoudi, Mohamed « Mo » Yasin, Brain « Colombiano » et Johnny de Keijzer sont les autres hommes incuplés.

### Attaques contre la liberté de presse (2020-2022)
Le 3 mai 2020, Omar Essalih, âgé de 23 ans et surnommé Soesie dans le milieu criminel en rapport avec ses origines au Maroc, est abattu de plusieurs balles dans la tête à Amsterdam-Oost. Le criminel, ayant opéré pour Najeb Bouhbouh (assassiné en 2012) est soupçonné d'avoir joué un rôle dans l'assassinat d'Anass El Ajjoudi en 2018. Omar Essalih avait auparavant échappé à deux tentatives d'assassinats.
Le 22 juin 2020, la police néerlandaise découvre grâce au craquage d'un serveur EncroChat en collaboration avec la police française, une prison souterraine et une salle de torture à Wouwse Plantage, situé à quelques kilomètres de Rosendael entre les Pays-Bas et la Belgique. Le constructeur est Robin van O., arrêté en juin 2020 à La Haye dans un penthouse. Le Néerlandais de 40 ans faisait partie de l'organisation de Mustapha El Fechtali (emprisonné au Maroc), principal rival de Ridouan Taghi,. Robin van O. engageait des ravisseurs pour torturer les hommes travaillant pour Ridouan Taghi sur le sol néerlandais et belge,. L'un des membres de l'organisation El Fechtali est Hamza Ziani (assassiné en 2018 à Marbella). La police néerlandaise, au courant des messages envoyés entre criminels, a rapidement averti les cibles principales menacées d'être assassinées ou enlevées. Quant à Robin van O., il figurait sur la liste noire de Ridouan Taghi avant son arrestation en décembre 2019. Ridouan Taghi avait engagé deux tueurs à gages membres des Caloh Wagoh pour abattre Robin van O. Dans cette même enquête, la police espagnole arrête deux autres truands dans la province de Malaga.
Le 24 août 2020, le Néerlando-Marocain Jamal Bouaouiouich, en compagnie de sa femme et de ses cinq enfants, est arrêté au volant de sa Mercedes Mansory et kidnappé par un commando français de huit hommes vêtus d'uniforme de la police nationale. Les kidnappeurs ne laissent aucune trace de Jamal Bouaouiouich derrière eux. La police découvre en dessous de la Mercedes Mansory une balise de tracking.
Le 11 novembre 2020, une importante collaboration entre les autorités néerlandaises et la Guardia Civil espagnole a lieu en Espagne, en Belgique et aux Pays-Bas, permettant d'arrêter quatre ravisseurs marocains à Fuengirola ainsi que Nora Ouaali, une tueuse à gages de 20 ans, soupçonnée d'être derrière l'assassinat de Omar Essalih. La jeune femme est soupçonnée de faire partie de la bande de Houssine Ait Soussan et Benaouf Adaoui. Le groupe opérant en Espagne est derrière l'enlèvement d'un Belgo-Marocain et d'un Néerlando-Marocain. Les deux hommes, faisant partie de la même bande, ont été séquéstrés, torturés, brûlés et mutilés.
Le 12 novembre 2020, la police belge fait une saisie de 367 millions d'euros à Bruxelles. Dans le dossier, le parquet fédéral renvoie vingt suspects en procès devant le tribunal correctionnel, dont neuf femmes, pour participation à l'organisation criminelle Mocro-maffia.
Le 11 janvier 2021, une importante livraison de kalachnikovs est retrouvée dans une forêt à Utrecht. Elle serait destinée à une organisation de la Mocro-maffia. Dans la même semaine, à la suite du refus de coopérer avec la justice, le téléphone du témoin-clé Nabil Bakkali est envoyé aux autorités néerlandaises pour déchiffrer les messages PGP dans les universités canadiennes.
Le 30 avril 2021, l'Unité spéciale de la police belge (FAST-team) capture le tueur à gages Youssef Ben Hamou à Anderlecht en Belgique. L'homme de 26 ans est derrière l'assassinat de Ray Tensaini le 21 décembre 2019 à Almere aux Pays-Bas. Son co-tueur à gages Younes El M. est arrêté quelques jours après l'assassinat. Younes Ben Hamou est aussi derrière la tentative d'assasinat de Hensley B. en 2017.
Le 16 mai 2021, une femme de 27 ans est abattue à 19h45 au bord d'une Mercedes-AMG dans le quartier de Slotervaart à Amsterdam. Le lieu compte quatorze impacts de balles. Une voiture en feu est retrouvée à quelques rues du quartier. La fuite des auteurs est filmée en direct à l'aide du smartphone d'un témoin. Le passager Anis B. est la principale cible de cette fusillade. Une semaine plus tard, deux attentats ont lieu dans le domicile des suspects arrêtés par la police. Aucun mort n'est déploré. Il s'agit du réseau de Piet Costa qui a envoyé deux tueurs à gages pour venger l'assassinat du Marocain Ibrahim Azaim le 10 mai 2020 à Rotterdam. Ce dernier était un pilier de l'organisation Piet Costa, le successeur de Samir Bouyakhrichan (assassiné en 2014) et Mustapha El Fechtali (arrêté en 2017). Anis B. est un membre d'un nouveau réseau amstellodamois dirigé par Ali B.. Côté Piet Costa (arrêté en juin 2020), Hassan M. (arrêté en octobre 2020) et Bilal « Baardje » reprennent l'organisation en main après l'arrestation du dirigeant du réseau.
Le 22 juin 2021, à l'occasion d'un passage au tribunal du criminel condamné à perpétuité Iliass K. (33 ans), il livre plusieurs informations sur ses motivations sous l'organisation de Gwenette Martha. Il avoue avoir assassiné trois personnes ainsi que d'avoir joué un rôle dans l'assassinat de Derkaoui « Pirki » van der Meijden, assassiné en 2014.

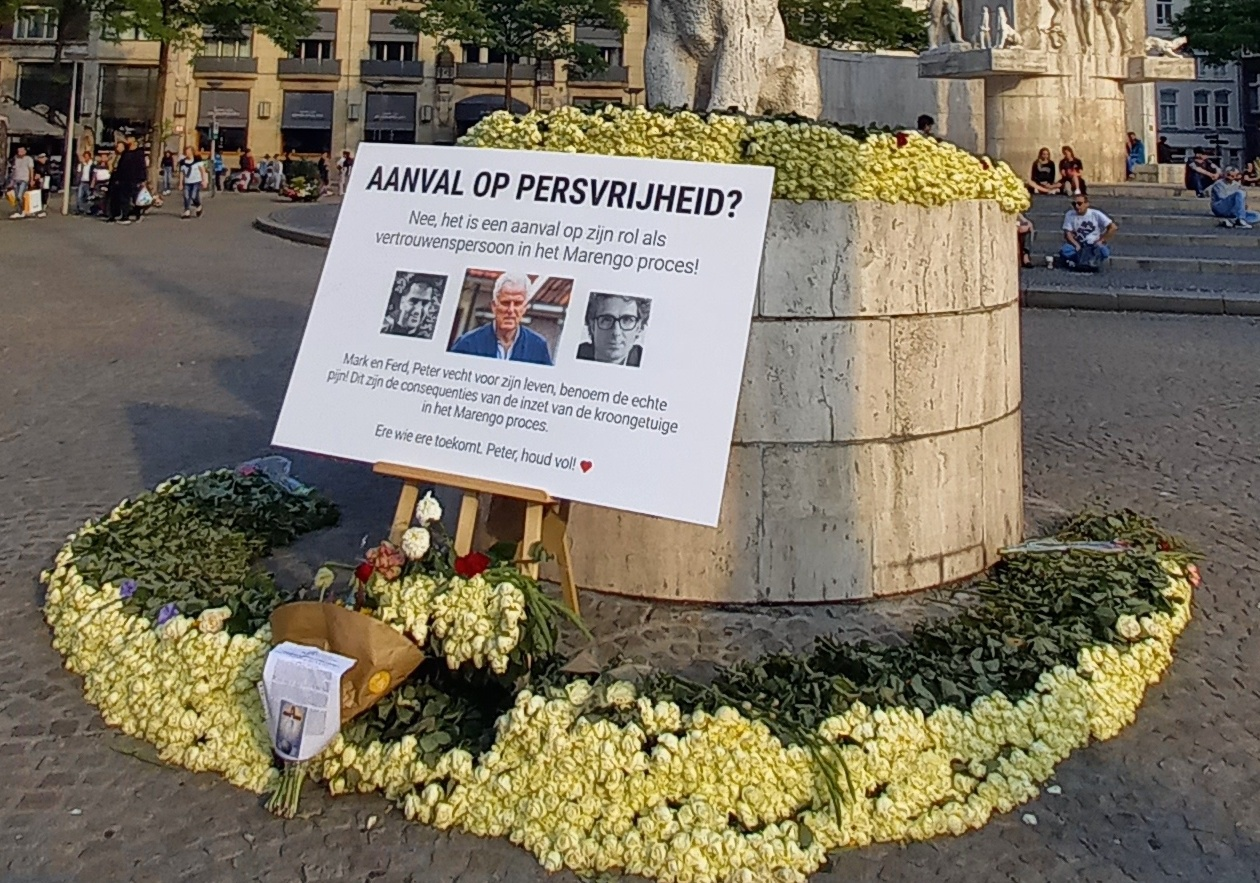
Fleurs à la place du Dam, à Amsterdam après l'assassinat du journaliste Peter R. de Vries. Le texte dit "Attaque contre la liberté de la presse ? Non, une attaque contre son implication dans le procès Marengo !".

Le 6 juillet 2021, à la sortie d'une émission de télé sur la chaîne RTL Nederland, le journaliste Peter R. de Vries est abattu de plusieurs balles dont une à la tête. La presse et les autorités néerlandaises soupçonnent l'organisation de Ridouan Taghi d'être derrière cet assassinat. Peter R. de Vries est l'homme de confiance du témoin-clé de la justice néerlandaise, l'ancien tueur à gages Nabil Bakkali. Peter R. de Vries décède neuf jours plus tard à l'hôpital.
Dans la soirée du 16 juillet 2021, Jeffrey S., un des tueurs à gages de Benaouf/Hoes est arrêté par la Garde civile à Torremolinos en Espagne.

« La Mocro Maffia est passée d'une organisation de rue à une compagnie financière holding, à cause du système néerlandais qui est pour eux un paradis pour l'argent narco (...) Aujourd'hui, tout le monde cherche à travailler avec la Mocro Maffia. Ils ont le contrôle du port de Rotterdam. On parle désormais d'une mafia qui a su corrompre le président Desi Bouterse et qui assassine des journalistes. »

— Roberto Saviano, écrivain du roman Gomorra, en juillet 2021 dans une interview avec NRC, après l'assassinat de Peter R. de Vries.
Le 27 septembre 2021, le premier ministre des Pays-Bas Mark Rutte est placé sous haute protection après que des spotters de la Mocro Maffia aient été aperçus autour de son domicile. Le Parquet national, à la tête de l’enquête, garde lui le silence sur les mesures mises en place afin d’assurer la protection du politicien. L’unité d’élite du Service de protection royale et diplomatique lui a été confiée, confirmant que les menaces sont prises très au sérieux. Le coordinateur de la politique antiterroriste s’est abstenu de tout commentaire.
Le 8 octobre 2021, Youssef Taghi, cousin de Ridouan Taghi exerçant le métier d'avocat et devenu quatrième avocat de Ridouan Taghi en mars 2021, est arrêté par les forces spéciales à l'Extra Beveiligde Inrichting de Vught, lors d'une visite chez son cousin. Plus tard, il est condamné à cinq ans et demi de prison pour participation à son organisation criminelle, ayant planifié des plans d'évasions.
Le 15 janvier 2022, le grand baron néerlando-marocain Ebrahim Buzhu est abattu à Cadix en Espagne. L'homme avait porté plainte contre Ridouan Taghi en 2015 avant de prendre la fuite à l'étranger en raison des multiples menaces de mort.
Le 23 mars 2022, Akram El Idrissi est abattu dans le quartier de Rivierenbuurt à Amsterdam. Le jeune homme de 21 ans était un grand supporter de l'ancien club de futsal ZVV 't Knooppunt. Les auteurs n'ont pas été identifiés.

### Montée en puissance d'Othman El Ballouti, retour du clan Bouyakhrichan et expansion en Allemagne (depuis 2022)
Le 9 janvier 2023, Firdaous E.J., âgée de onze ans et nièce d'Othman El Ballouti, décède lors d'une fusillade qui éclate à Merksem en Belgique dans le domicile familial du criminel, lui, en fuite aux Emirats arabes unis.
En juillet 2023, une vidéo circulant dans le monde criminel tourne sur les réseaux sociaux et affiche Vicente Zambada (fils d'Ismael Zambada García, bras droit de Joaquín Guzmán) du Cartel de Sinaloa, proférer des paroles menaçantes envers Othman El Ballouti, concernant un conflit sur une cargaison de plusieurs tonnes de cocaïne vers l'Europe.
Face au démantèlement du groupe de Ridouan Taghi (condamné à perpétuité le 27 février 2024 dans le cadre du procès Marengo), le journaliste John van den Heuvel se spécialise dans l'étude des successeurs de l'organisation de Samir Bouyakhrichan (assassiné en 2014), dont son frère reprend les rênes à partir de l'Espagne, du Maroc, des Émirats arabes unis et de République dominicaine. Cette organisation est la principale rivale du cartel de Ridouan Taghi,. L'ennemi de Taghi, Karim Bouyakhrichan 'Taxi', est réputé pour sa richesse colossale acquise grâce au trafic de cocaïne, en collaboration avec les cartels sud-américains. Il érige ainsi un empire immobilier et financier d'une ampleur impressionnante, suivant les traces de son frère assassiné.
En janvier 2024, après cinq années de traque, les autorités appréhendent Bouyakhrichan à Marbella, dans le sud de l'Espagne, pour des accusations de blanchiment d'argent d'une valeur de 6 millions d'euros,,. Malgré les plaidoyers de son avocat en faveur de ses attaches familiales dans la région, sa femme résidant à Dubaï, il est relâché fin février. Cette décision, considérée comme controversée, notamment par la presse espagnole et néerlandaise, est assortie de l'obligation pour Bouyakhrichan de se présenter devant le tribunal tous les quinze jours, ainsi que d'une caution de 50 000 euros, une somme dérisoire compte tenu de ses immenses avoirs. Toutefois, une partie substantielle de ses biens, incluant 172 propriétés d'une valeur de 50 millions d'euros et près de trois millions d'euros sur ses comptes bancaires, est gelée par les autorités.
Malgré les demandes d'extradition émises par les autorités néerlandaises, Bouyakhrichan refuse catégoriquement de se soumettre à cette procédure. Lors de sa dernière comparution devant le tribunal le 1er avril 2024, il aurait dû être informé de son extradition imminente vers les Pays-Bas. Cependant, aucune mesure n'a été prise pour l'empêcher de prendre la fuite avant cela,.
Mi-avril, selon les informations révélées par le journaliste John van den Heuvel qui cite la Garde civile dans De Telegraaf et relayées par la presse espagnole, Bouyakhrichan prend la fuite en direction du Maroc, là où résident ses parents et les membres de sa famille à Nador,,,. Cette fuite survient quelques jours après que John van den Heuvel ait découvert l'emplacement de la perquisition à son domicile où il tournait un épisode de son documentaire "De Jacht op de Mocro-maffia",. L'avocat de Karim, Louis de Leon, déclare plus tard à la presse néerlandaise : Mon client était en état de choc de se trouver face à lui.
Le 23 avril 2024, la presse espagnole révèle que Bouyakhrichan aurait menacé de mort la princesse Catharina-Amalia des Pays-Bas ainsi que le premier ministre Mark Rutte,. Un jour plus tard, le ministre de la justice espagnol Félix Bolaños déclare au Conseil des ministres : « Il s’agit d’une nouvelle inquiétante mais je suis convaincu que les forces de sécurité espagnoles remettront cette personne à disposition de la justice dans les plus brefs délais »,. Cependant, en République dominicaine, on parle de Dennis 'Rasta' G. (membre de l'organisation de Ridouan Taghi) comme étant à la tête de ces menaces envers les politiques néerlandais. Ce dernier est arrêté en République dominicaine et extradé aux Pays-Bas en mai 2024, poursuivi pour des trafics de drogues et une préparation d'assassinat de Karim Bouyakhrichan, sous les ordres de Ridouan Taghi.
Le 11 juillet 2024, une grenade explose dans le bas d'un immeuble situé au centre-ville de Düsseldorf, en Allemagne. Cet incident fait suite à une série d'explosions survenues les jours précédents à Cologne, Buchheim, Merxheim, Engelskirchen, Solingen et Duisbourg,. Parmi les explosions, la police déplore un mort, l'auteur lui-même, un Néerlandais âgé de 17 ans, considéré comme un homme de main. La police collabore rapidement avec les autorités néerlandaises pour enquêter sur la possibilité d'une guerre criminelle impliquant des individus néerlandais d'origine marocaine et une famille en Allemagne.
Le 13 juillet 2024, la police découvre un homme et sa femme séquestrés dans une salle de torture,. Les victimes avaient été enlevées à Bochum par des hommes de main. Quatre suspects sont arrêtés. Les enquêtes révèlent un affrontement entre un groupe mafieux néerlando-marocain et une famille mafieuse libano-kurde connue sous le nom de El Zein. Par la suite, de nombreuses vidéos circulent sur Telegram montrant l'homme dévêtu et la femme à moitié nue en train de se faire torturer. La presse allemande révèle que la Mocro Maffia néerlandaise a étendu ses activités jusqu'en Allemagne. Ces informations sont également relayés aux Pays-Bas dans une émission consacrée du journaliste John van den Heuvel.
Le 3 décembre 2024, Othman El Ballouti est arrêté à Dubaï. Othman est un présumé criminel milliardaire, selon le bourgmestre Bart De Wever, ainsi que la presse belge, actif sur la scène internationale depuis plusieurs années,. Il est extradé sept mois plus tard en Belgique pour y être jugé.

## Fonctionnement
La Mocro-maffia opère principalement selon des structures familiales et claniques. Les membres de cette organisation communiquent souvent en rifain, une langue peu connue des forces de l'ordre occidentales. Cette mafia est principalement impliquée dans le trafic de drogue, avec une organisation hiérarchique stricte comprenant divers rôles clés.
Sa société traditionnelle clanique possède une culture des armes et du clientélisme, a un sens de l'honneur et un orgueil exacerbé et recèle des individus soupçonnés d'activités criminelles mais très bien intégrés au tissu socio-économique.
Le fonctionnement de la Mocro-maffia est familial et clanique communiquent en une langue rifaine méconnue, le crime est organisé autour de membres d'une même famille ou d'individus originaires d'une région commune même quand les individus sont nés sur le sol européen. Ils pratiquent la loi du silence. Cette mafia est aux mains de quelques familles marocaines qui fonctionnent comme des mafias corses ou siciliennes, qui se méfient toujours de l’extérieur, qui érigent le zwijgplicht, autrement-dit l’omerta et le code d’honneur en règle, un peuple très renfermé et qui communiquent dans une langue berbère que les polices occidentales ne maîtrisent pas.
Chaque organisation possède une hiérarchie méga-structurée dont un bras droit, un adjudant, des logisticiens, des informateurs, des guetteurs, des tueurs à gages et des policiers et politiciens corrompus. Les débutants du milieu commencent souvent par être des dockers, des récupérateurs de cocaïne dans les conteneurs des ports, par n'importe quel moyen. Les chefs de réseaux négocient souvent avec les travailleurs du port pour faciliter le vidage du conteneur, avant que celui-ci passe par les scanners de détection.
Ce sont souvent les plus jeunes et les personnes sans expérience qui se lancent dans le milieu criminel en tant que dockers. En cas d'arrestation, les punitions sont peu conséquentes. Les dockers s'en sortent avec une simple amende pour présence sur un lieu privé, bien que la police et les douaniers soient au courant qu'il s'agit de récupérateurs de drogue. Les dockers risquent la prison seulement s'ils sont arrêtés en possession de drogue.
Les réseaux blanchissent souvent leur argent au Maroc, dans le sud de l'Espagne ou encore à Dubaï. L'argent circule souvent par le système de hawala, un système bancaire parallèle, d'origine arabe souvent utilisé par le crime organisé. Interpol parle aussi d'une grosse implication dans le marché des drogues de synthèse notamment dans leur fabrication. Dans l'ouvrage de Wouter Laumans sur la mafia marocaine, il cite que 80 % du nord du Maroc, est construit grâce à de l'argent illégal, provenant majoritairement du blanchissement d'argent des Pays-Bas vers le nord du Maroc.

### Structure pyramidale
Chaque organisation au sein de la Mocro-maffia possède une hiérarchie bien définie, incluant :
- Bras droit (rechterhand) : le bras droit est l'assistant direct du chef de l'organisation. Il est responsable de la coordination des opérations quotidiennes et assure la liaison entre le chef et les autres membres de l'organisation. Il joue un rôle crucial dans la prise de décision et l'exécution des plans stratégiques. Des exemples de bras droit sont Najeb Bouhbouh (épaulant Gwenette Martha)[230] et Saïd Razzouki (épaulant Ridouan Taghi)[231].
- Adjudant (luitenant) : l'adjudant, ou lieutenant, est chargé de superviser les opérations logistiques. Il organise et gère les transports de drogue, les caches d'armes et les flux financiers. Son rôle est essentiel pour assurer le bon fonctionnement des activités criminelles et la sécurité des transactions.
- Logisticiens : les logisticiens sont responsables de la gestion des mouvements de drogue et d'argent. Ils planifient et coordonnent les itinéraires de transport, veillant à ce que les marchandises parviennent à destination sans encombre. Ils jouent également un rôle dans la gestion des ressources et l'approvisionnement en matériel nécessaire aux opérations[232].
- Informateurs (informanten) : Les informateurs fournissent des renseignements cruciaux à l'organisation. Ils infiltrent différents milieux pour recueillir des informations sur les opérations des forces de l'ordre et des groupes rivaux. Leur capacité à obtenir et transmettre des informations précises et opportunes est vitale pour l'organisation. En mars 2021, une explosion a lieu à Borgerhout, révélant également un rôle d'informateur parmi les organisations, avec l'inscription "Mounir Informant" gravée sur la porte d'un garage[233].
- Guetteurs (spotters) : les guetteurs, appelés "spotters" en néerlandais, surveillent les opérations et alertent en cas de danger[234]. Ils sont positionnés dans des lieux stratégiques pour observer les mouvements de la police et des rivaux. Leur vigilance permet de prévenir les arrestations et les attaques surprises.
- Tueurs à gages (huurmoordenaars) : les tueurs à gages exécutent les assassinats pour le compte de l'organisation. Ils sont rémunérés de 4 000 euros jusqu'à un ou plusieurs millions d'euros par mission, selon l'importance de la cible. Ces individus sont sélectionnés pour leur discrétion et leur efficacité, et leur rôle est de neutraliser les menaces et d'éliminer les cibles désignées. L'un des tueurs à gages les plus populaires aux Pays-Bas est Rida Bennajem[235].
- Policiers, douaniers, dockers, avocats et politiciens corrompus : des policiers et politiciens corrompus sont intégrés dans l'organisation pour assurer sa protection et faciliter ses opérations. Ils utilisent leur position pour entraver les enquêtes policières, fournir des informations privilégiées et influencer les décisions politiques en faveur de la Mocro-maffia. Des exemples d'avocats corrompus sont Youssef Taghi et Inez Weski[236],[237]. Tim Deelen (douanier), travaillant au Port d'Anvers, a été arrêté comme étant le principal homme de main de Samir Bouyakhrichan[238].

### Communication aux messages cryptés
La communication chez les réseaux de la Mocro-maffia repose sur des technologies de cryptage avancées. Historiquement, des smartphones BlackBerry équipés de PGP (Pretty Good Privacy) ont été utilisés pour protéger les échanges contre les interceptions et garantir la confidentialité des communications.
Le 19 avril 2016, les autorités canadiennes interviennent dans une entreprise d'hébergement afin de décrypter les serveurs de télécommunication de la société néerlandaise. Les serveurs contiennent des millions de messages cryptés, envoyés via Ennetcom. Grâce aux efforts des enquêteurs du Nederlands Forensisch Instituut (nl), ces messages sont finalement déchiffrés. Une fois les messages analysés, il est révélé qu'ils sont souvent rédigés dans une langue berbère et utilisent des surnoms pour dissimuler l'identité des criminels. Entre 2016 et 2018, la police néerlandaise s'efforce d'identifier les auteurs et les commanditaires à partir de ces informations.

Après le démantèlement du réseau Ennetcom, les organisations criminelles se tournent vers d'autres services de cryptage, nécessitant de nouvelles investigations pour les autorités néerlandaises. Cette adaptation constante entre les criminels et les forces de l'ordre rend la lutte contre la Mocro-maffia particulièrement complexe.

Les réseaux Mocro-maffia communiquent à la manière PGP pour éviter que les serveurs soient facilement déchiffrés.

En 2020, une opération à grande échelle menée par les forces de l'ordre européennes infiltre la plateforme EncroChat, qui était largement utilisée par les réseaux criminels pour ses capacités de cryptage robustes. Cette infiltration permet d'analyser des millions de messages échangés entre ses utilisateurs, menant à l'arrestation de plus de 6 600 individus et la saisie de près de 979 millions d'euros en fonds illicites,.
EncroChat fournissait des téléphones modifiés et des abonnements offrant un cryptage fort, l'anonymat, et des fonctionnalités telles que l'autodestruction des messages et l'effacement à distance des appareils. Après le démantèlement d'EncroChat, beaucoup de ses utilisateurs migrent vers Sky ECC, une autre plateforme de messagerie cryptée. En 2021, les autorités parviennent également à infiltrer Sky ECC, ce qui mène à de nouvelles arrestations et à la saisie d'actifs importants,.

Pour contrer ces nouvelles méthodes de communication, les forces de l'ordre améliorent leurs capacités techniques et renforcent la coopération internationale. Des opérations conjointes entre Europol, Interpol et les autorités locales sont de plus en plus courantes pour lutter contre la criminalité organisée à une échelle mondiale. Certaines figures criminelles, comme Saïd Razzouki, évitent les communications via appareils électroniques. Il réussit à échapper aux autorités pendant huit ans avant d'être arrêté à Medellín par le FBI.

### Contrôle du port d'Anvers
Les réseaux criminels sud-américains et marocains coopèrent depuis les années 1980 pour le transport de cargaisons de drogue via les ports marocains. Avec l'immigration marocaine des années 1970 et 1980 aux Pays-Bas et en Belgique, ces relations se sont intensifiées, ciblant les ports d'Anvers et de Rotterdam pour le trafic de drogue. Initialement impliqués dans le trafic de cannabis, les réseaux marocains se tournent vers la cocaïne dans les années 2000.
| Année | Quantité    |
| ----- | ----------- |
| 2009  | 3,6 tonnes  |
| 2010  | 5,5 tonnes  |
| 2011  | 6,5 tonnes  |
| 2012  | 17,5 tonnes |
| 2013  | 16 tonnes   |
| 2014  | 19 tonnes   |
| 2015  | 15,7 tonnes |
| 2016  | 31 tonnes   |
| 2017  | 46 tonnes   |
| 2018  | 50,1 tonnes |
| 2019  | 62 tonnes   |
| 2020  | 65,5 tonnes |
| 2021  | 90 tonnes   |
| 2022  | 110 tonnes  |
| 2023  | 116 tonnes  |
| 2024  | 45 tonnes   |

La cocaïne est régulièrement livrée par conteneurs au port d'Anvers, avant d'être distribuée à travers toute l'Europe par les organisations marocaines. Le port d'Anvers, considéré comme l'un des plus grands ports européens pour le trafic de cocaïne, est préféré par les bandes de la Mocro-maffia pour l'importation de grandes quantités de drogue. Ce port est préféré en raison de ses vastes dimensions et de ses opérations étendues, ce qui contraste avec la surveillance rigoureuse et les horaires limités du port de Rotterdam. Sa proximité avec les quartiers défavorisés de Borgerhout, situés à environ 2 km, ainsi que son emplacement le long de l'autoroute A12, qui le relie à Berg-op-Zoom et Rotterdam, lui confèrent un avantage stratégique considérable pour les trafiquants. Les organisations criminelles exploitent la taille du port d'Anvers, qui peut contenir plus de 15 000 conteneurs par cargaison, rendant le contrôle complet des douanes impossible. Les douaniers, équipés de scanners capables de vérifier un conteneur en cinq minutes, ne peuvent pas surveiller efficacement toutes les cargaisons, facilitant ainsi le travail des trafiquants.
Des cas de corruption impliquant des douaniers et des bandes criminelles sont documentés. Par exemple, en 2007, et plus récemment en octobre 2017, lorsque Tim Deelen, un douanier au port d'Anvers, est arrêté pour avoir collaboré avec des hommes de main de Samir Bouyakhrichan,. La corruption au sein des douanes, de la police et des contrôleurs de drogue est courante, avec des pots-de-vin pouvant atteindre 50 000 euros pour une heure de travail afin de permettre le passage de la drogue sans interception.
Le Ministère de la Justice des Pays-Bas dément les allégations selon lesquelles 95 % de la cocaïne arrivant au port d'Anvers est destinée aux Pays-Bas. Cependant, le criminologue Teun Voeten, dans son livre publié en 2020, Drugs, soutient que 90 % de cette cocaïne est effectivement destinée aux Pays-Bas. Voeten décrit les Anversois comme les gestionnaires syndicaux du trafic, tandis que les Néerlandais jouent le rôle de distributeurs.

Les trafiquants marocains exploitent la facilité relative du trafic au port d'Anvers et corrompent fréquemment la police pour maintenir leurs opérations en échange de grosses sommes d'argent. Selon des témoignages anonymes, certains policiers préfèrent fermer les yeux sur les activités criminelles pour éviter les problèmes et assurer leur propre sécurité et celle de leurs familles,.

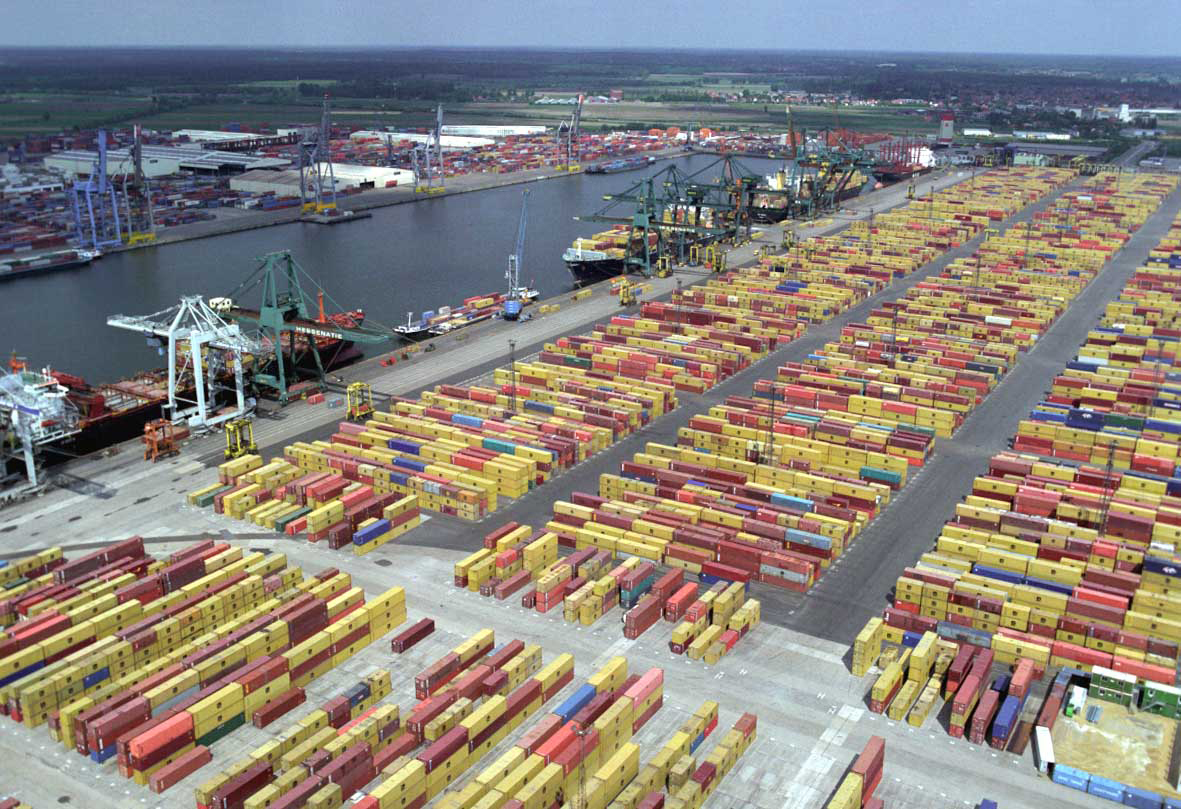
Vue aérienne du port d'Anvers.
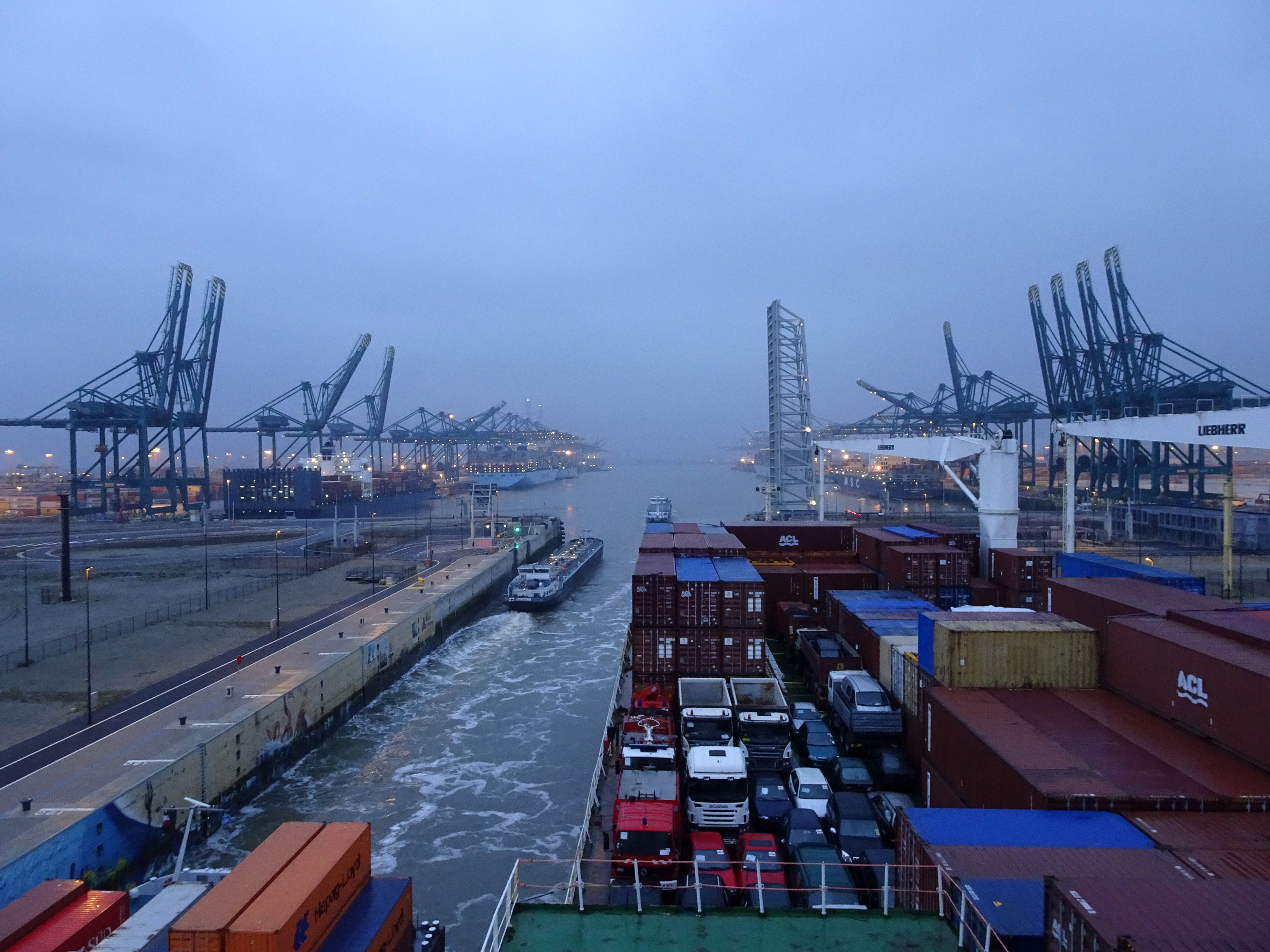
Passage d'une écluse dans le port d'Anvers vu depuis le pont d'un porte-conteneurs.
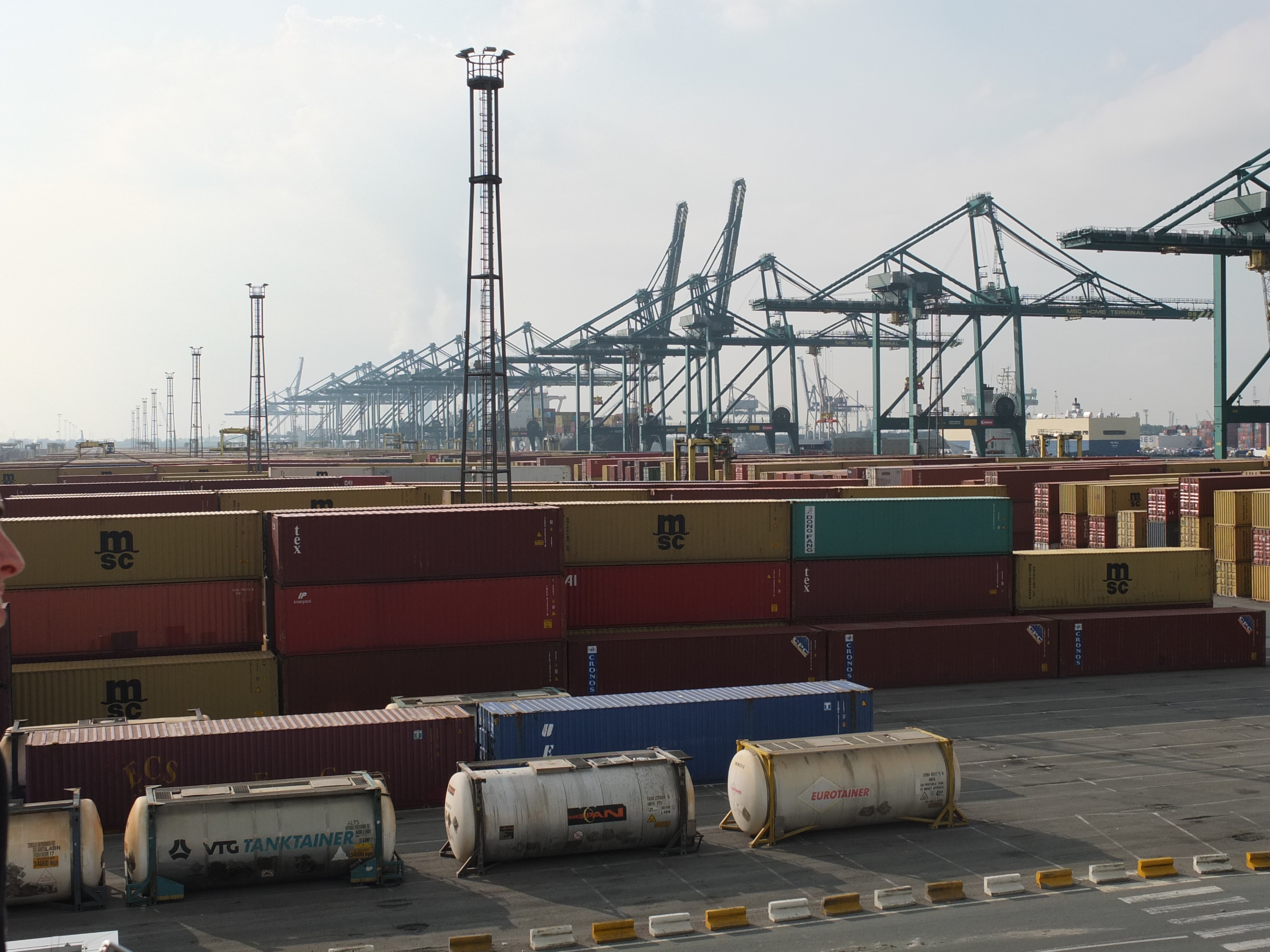
Côté dockers, lieu principal des trafiquants.
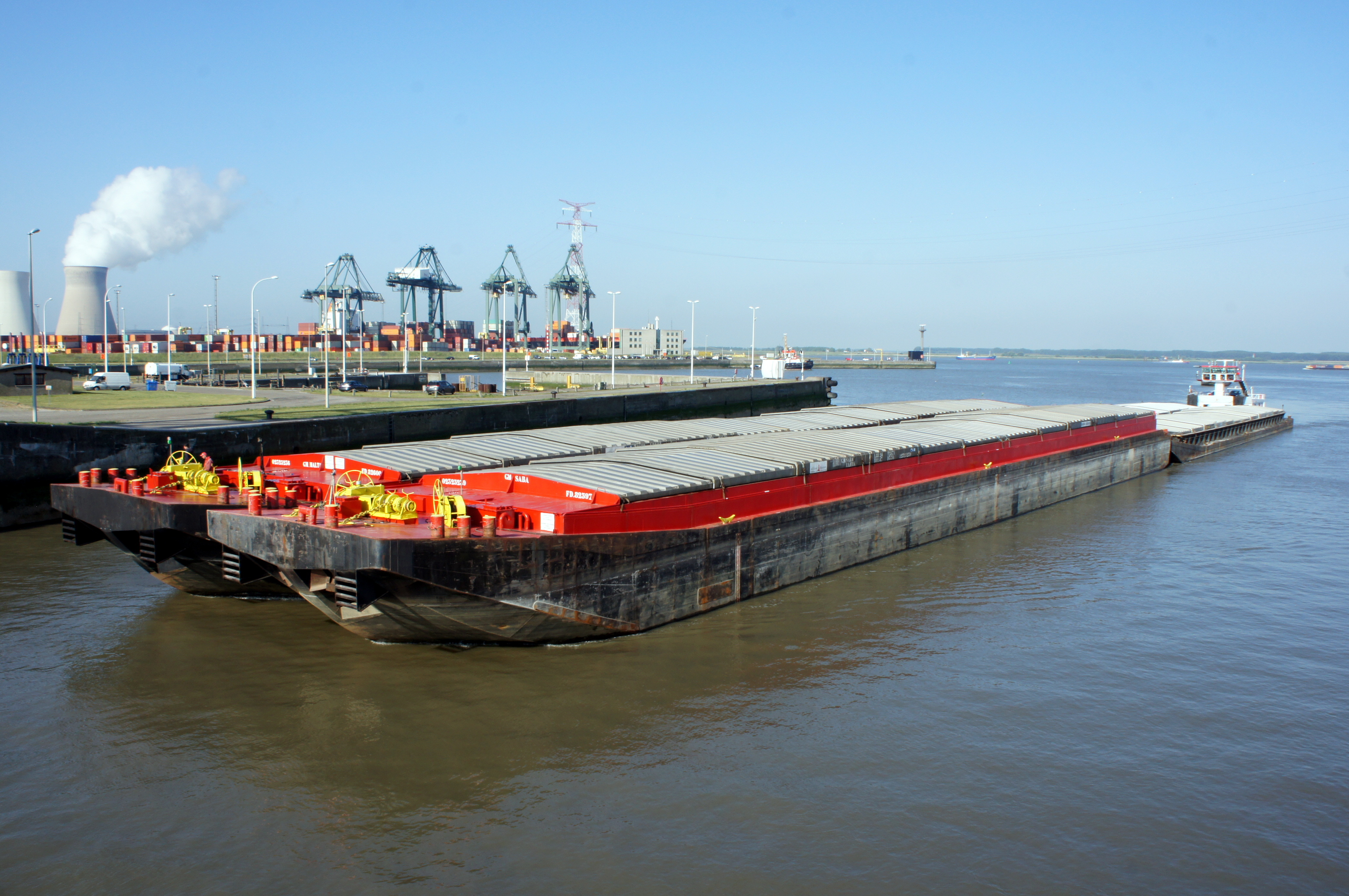
Coté Zandvlietsluis.

Les réseaux criminels de la Mocro-maffia sont impliqués dans le marché de la cocaïne, du cannabis et des drogues de synthèse, tels que le MDMA ou encore l'amphétamine,.

En septembre 2018, l'enquêteur néerlandais Pieter Tops (nl) révèle que les trafiquants aux Pays-Bas génèrent environ 20 milliards d'euros grâce aux drogues synthétiques telles que l'ecstasy et l'amphétamine. Une tonne de cocaïne transportée d'Amérique du Sud, valant à peine un million d'euros, rapporte environ 180 millions d'euros en Europe. Pieter Tops avertit que les trafiquants investissent souvent leurs profits dans des entreprises légales, ce qui affecte gravement les communautés locales. Bart De Wever demande des renforts pour enquêter sur la "Mocro-oorlog" à Anvers afin de lutter contre ce trafic, et fonde ainsi la "Kali-team".

## Grands noms

### Autres clans

#### ClanNoffel
Le clan Noffel, appartenant à Naoufal Fassih, est fondé après que ce dernier ait pris ses distances avec Gwenette Martha pour s'approcher de l'organisation de Ridouan Taghi. Naoufal s'installe en Espagne en compagnie de son cousin Abdelhahi « Marco » Yaqout, une sommité dans le trafic international de cocaine, opérant en Espagne, au Portugal, au Maroc, aux Pays-Bas et en Belgique. À cette période, il est l'une des personnalités les plus riches de Marbella, habitant déjà dans le pays. Naoufal s'allie avec Rico Le Chilien, Ridouan Taghi, la mafia irlandaise et quelques membres de l'organisation Martha, pour assassiner le mafieux milliardaire Samir Bouyakhrichan en 2014. L'homme semblait avoir assez d'informations sur Gwenette Martha à cause de la trahison de Najib Himmich, un ancien membre de l'organisation Martha lui ayant tourné le dos dès son incarcération. Naoufal Fassih passe plus de temps en Irlande qu'en Espagne. Sa relation avec la mafia Kinahan d'Irlande est tellement forte qu'ils partagent le même domicile. C'est d'ailleurs dans un appartement du groupe mafieux irlandais que Naoufal Fassih est arrêté par les forces spéciales à Dublin, avant que ce dernier soit condamné à une peine d'emprisonnement à perpétuité. Plus tard, Noffel tente une évasion de la prison de Dublin à l'aide du cartel de Kinahan, sans succès.
Abdelhadi « Marco » Yaqout est un homme d'affaires multi-millionnaire originaire de Khouribga, au sud de Casablanca, où il passe une partie de son enfance. Il émigre en Espagne et devient un entrepreneur très prospère de Marbella. Il était le propriétaire de plusieurs clubs et bars à Puerto Banús, notamment le « Rotana Shisha Lounge », le bar « Portside » et la boîte de nuit « Tibu », fréquenté par des princes arabes, des hommes d’affaires russes et des célébrités internationales. Yaqout était également un ami de l'homme d'affaires anglo-égyptien Mohamed Al-Fayed, ancien propriétaire du club de football de Fulham FC.
Yaqout blanchissait l'argent pour le cartel de Kinahan, et était partenaire de Daniel Kinahan (fils de Christy Kinahan, chef du clan irlandais), avec qui il entretenait d'excellentes relations selon les autorités espagnoles. Yaqout aurait également été lié à l'arnaque des appartements de vacances en temps partagé du gangster britannique John « Goldfinger » Palmer (retrouvé assassiné chez lui en 2015), qui a trompé 20 000 clients et empoché 400 millions d'euros. Il serait impliqué dans le trafic de cocaïne, avec des figures de la Mocro Maffia, comme son cousin Naoufal Fassih et Ridouan Taghi.
Yaqout est assassiné dans la nuit du dimanche au lundi 22 janvier 2019 dans sa voiture, dans le quartier de Las Petunias à San Pedro Alcántara, par au moins un tueur à gages, criblant le côté conducteur avec plus de 20 balles. À bord de sa Bentley, Yaqout attendait que le portail électrique s'ouvre. Il aurait tenté d'échapper à l'assassinat en rampant sur le côté passager, mais a été retrouvé mort à mi-chemin sur le siège. Il est enterré dans sa ville natale à Khouribga, au Maroc. Le groupe de Samir Bouyakhrichan est le principal suspect de cet assassinat.

#### ClanRocky

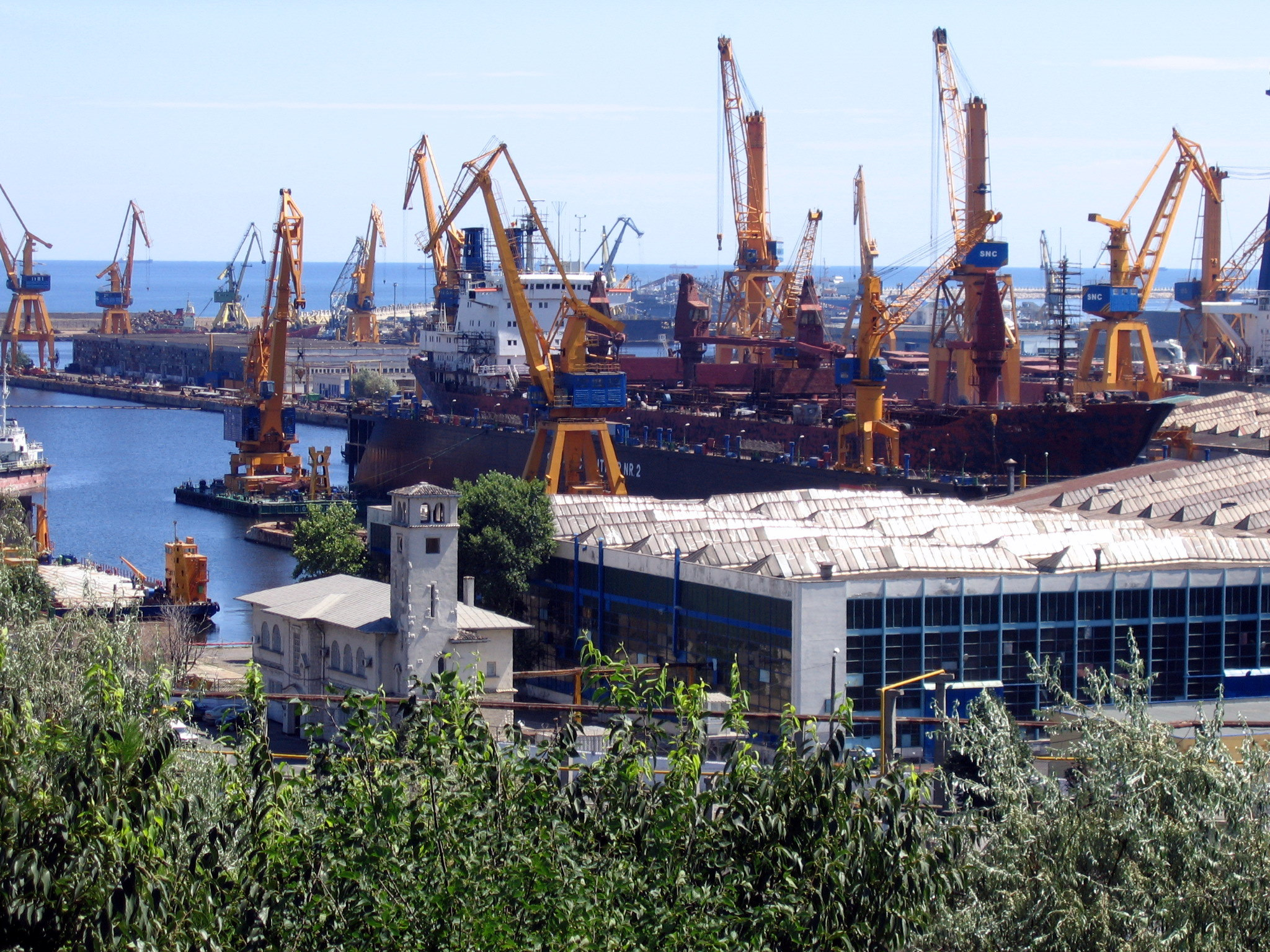
Port de Constanta, lieu où a été saisi 2.5 tonnes de cocaïne.

Mimoun Kaabouni « Rocky », surnommé en Afrique l'« Escobar marocain », est né à Ben Taïeb, un village de la province de Nador. Il grandit à Hoensbroek aux Pays-Bas où il dispose d'un coffeeshop connu sous le nom de « Happy Days », avec son frère aîné. Montant régulièrement à Amsterdam, il fait la connaissance de grands noms de la Mocro Maffia avec qui il entretient régulièrement des contacts. Mimoun quitte les Pays-Bas pour le sud de l'Espagne et la Roumanie où il fonde sa propre organisation criminelle composée de Lituaniens et de Colombiens. Mimoun, connu pour faire rentrer des tonnes de cocaïne par les ports d'Anvers, Rotterdam, d'Amsterdam et Algésiras, a avoué avoir voulu créer une nouvelle route vers Roumanie via le port de Constanța pour fournir l'Europe de l'Est où il purge actuellement une peine de 19 ans de prison pour une saisie record de 2,5 tonnes de cocaïne (soit la plus grosse saisie de cocaïne du pays).
Les autorités roumaines ont placé des caméras dans l'entrepôt où a été déchargé la cocaïne et ont ainsi enregistré la très secrète réunion pour l'achat de la drogue. Pourtant, Mimoun Kaabouni avait utilisé des brouilleurs satellite devant le lieu du rendez-vous. En 2016, Mimoun Kaabouni est interpellé par la police espagnole alors qu'il tentait de quitter l'Espagne par l'aéroport de Malaga après la saisie de 2,5 tonnes de cocaïne, d'une valeur de 600 millions d'euros en provenance de Colombie. C'est la plus grosse saisie de l'histoire de l'Europe de l'Est.

#### ClanDe Mixers
« De Mixers » alias « Sebabti » est une famille marocaine composée de cinq frères natifs de Borgerhout et originaires de Berkane au nord-est du Maroc. Le réseau De Mixers est soupçonné d'avoir travaillé avec l'un des plus dangereux cartels colombiens pour le compte des réseaux marocains des Pays-Bas principalement le réseau Montana dirigé par Hassan Abbadi alias Montana à Rotterdam pour fournir plusieurs groupes venus de toute l'Europe. Les Mixers se sont aussi lancés dans le conditionnement de la cocaine dans les laboratoires de la région de Malines. Le réseau devient actif dès le début des années 2000. La famille Sebabti est considérée comme étant parmi les réseaux de drogue les plus anciens d'Anvers. Les Mixers sont vus par les politiciens belges comme étant l'un des réseaux belges les plus dangereux du pays dû à leur effectif criminel et d'un grand nombre de personnes engagées.
En 2017, alors que le port d'Anvers bat à nouveau un record de drogue interceptée, la famille De Mixers fait partie des principaux suspects. Les services spéciaux belges s'allient avec la BCIJ pour enquêter sur cette famille au Maroc. La police marocaine intercepte à Tanger 10,2 millions d'euros en cash dans un appartement et 19 millions dans deux villas à Berkane et Saïdia ainsi que plusieurs bateaux de luxe sur la côte de Saïdia. À la suite de cette découverte, les autorités belges collaborent avec les autorités marocaines pour traquer les membres du réseau, potentiellement au Maroc. En été 2018, l'un des De Mixers a été repéré à Tanger au volant d'une Bentley Continental GT exclusive. Une personne est également arrêtée en Grande-Bretagne dans une affaire qui était en relation avec la famille De Mixers.
En 2019, un nombre important de bombes sont déclenchées dans les quartiers d'Anvers, visant à faire passer des menaces envers les bandes rivales. Selon le bourgmestre d'Anvers Bart De Wever, les malfrats seraient des hommes travaillant pour la bande De Mixers pour le compte des seigneurs de la drogue marocains des Pays-Bas.
Le 15 juillet 2020, Aziz Sebabti, en fuite depuis plus de huit ans, est arrêté aux Pays-Bas avant d'être extradé en Belgique. Lors d'une opération policière menée en janvier 2017 par les forces spéciales belges, Aziz Sebabti ne se trouvait pas à son domicile et était potentiellement en fuite au Maroc.

#### ClanBananenbende
En 2015, la police belge démantèle le clan belgo-marocain Bananenbende à Anvers de Karim Alami, Nabil Alami, Khalid Oulad Haddou et Achour F après une saisie de 3,4 tonnes de cocaïne à Anvers. La drogue était répartie dans deux conteneurs de bananes en provenance de Colombie ayant transité par l’Équateur. Sa valeur était estimée à près de 100 millions d'euros. Les enquêteurs considèrent que le réseau importait des chargements de ce type depuis de nombreuses années et qu'il avait d'importants liens avec plusieurs réseaux marocains des Pays-Bas. Quatorze personnes sont arrêtées dont le gérant d'une chicha d'Anvers ainsi que le propriétaire d'un concessionnaire automobile. Les services de renseignement belges estiment que le réseau générait environ 300 millions d'euros par an avec pas moins de 10 tonnes qui arrivaient en provenance d'Amérique du Sud.
Mounir N., originaire de Genk, est un membre du réseau qui est arrêté en mars 2017 par les autorités colombiennes. Il menait un grand train de vie qu'il postait sur ses réseaux sociaux.
En 2019, Hilal Makhtout, un membre du réseau, est enlevé par sept personnes originaires des Pays-Bas. Il est séquestré, torturé avant d'être brûlé.

#### ClanEl Ballouti
Le baron de la drogue, Othman El Ballouti, natif d'Anvers et originaire d'Al Hoceïma, grandit à Borgerhout dans le quartier de Groeningerplein. Dès son plus jeune âge, il se rend régulièrement au port d'Anvers. Ayant comme objectif de ne jamais être pris par la police, il livre chaque jour des milliers d'euros. Le journal De Volkskrant décrit : « Othman grimpait les conteneurs, savait très bien calculer et a très vite arrêté de grimper en fondant sa propre bande et ses propres hommes qu'il payait cash pour grimper les conteneurs ».
N'ayant pas payé de dette à son fournisseur néerlandais Houssine Ait Soussan, son frère Younes El Ballouti est enlevé par un réseau franco-bruxellois dirigé par Houssine Ait Soussan. L'enlèvement a lieu à la sortie de son club de sport Basic Fit à Anvers. La police belge découvre en 2016 un appartement délaissé à Saint-Josse-ten-Noode avec une chaise électrique et des tickets de parkings d'Amsterdam et d'Anvers chiffonnés au sol. Ils soupçonnent Houssine Ait Soussan d'avoir enlevé et séquestré Abdelkader Bouker, mais également Younes El Ballouti, frère de Othman. Younes parvient à s'enfuir à l'aide d'une cuillère dans la pièce dans laquelle il était resté enfermé à Nanterre. Lorsqu'il s'échappe par la fenêtre, il se retrouve dans un champ. Dénudé et blessé, il est remarqué par des passants qui font appel à la police. Un jour plus tard, Younes El Ballouti est livré en Belgique par les autorités françaises. La prise d'otage de Younes El Ballouti aura durée 37 jours. Le commando français dirigé par Houssine Ait Soussan (Mohamed Kanouté, Abou Sako, Hacene Salmi et Rachid Belarbi) est condamné à douze ans de prison.
Othman part vivre à Dubaï où il acquiert 4 villas. Il achète également un appartement de la célèbre Residence Sky View d'une valeur de 1,5 million d'euros et est propriétaire de six autres maisons de luxe d'une valeur totale d'environ 8,5 millions d'euros. Ces informations ont été publiées par l'OCCRP (Organized Crime and Corruption Reporting Project) après qu'il a échappé à son arrestation dans l'aéroport de Zaventem à Bruxelles en 2016. La police belge découvre une somme de 100 millions d'euros sous son nom, un chiffre qui le classe parmi les Belges les plus riches du pays.
En 2016, Othman est ciblé par deux hommes qui cherchent à le liquider. Ayant pris conscience du risque qu'il encourait d'être ciblé, Othman El Ballouti fait tout ce qui est en son pouvoir pour éviter l'assassinat en impliquant des innocents, ce qui explique la rafale de fusillade ayant eu lieu à Brecht et sur la rive gauche d'Anvers. Deux Néerlandais connus sous le nom de Frank Vermeulen et Jorn Reynaert, ayant été sommés par Othman El Ballouti, sont alors pris d'assaut. La cocaïne d'Othman El Ballouti est alors prise du conteneur. D'autres tirs ont eu lieu à Anvers ce même jour sans faire de blessés et sans qu'il soit connu de quels gangs il s'agissait.

#### ClanDe Visboeren
Détenteurs de la célèbre poissonnerie De Antwerpse Visser dans le district de Borgerhout, à Kiel et à Anvers, les frères Mohamed, Rachid et Hassan Achoukhi font vite leur apparition dans le trafic international de cocaïne. Les Visboeren (en français : les poissonniers) forment dans les années 2010 leur clan à Anvers et prennent le contrôle de cocaïne dans toute la Flandre. Des dizaines de conteneurs provenant des cartels colombiens ont été pris en charge par les Visboeren. La bande des Visboeren est très vite concurrencée par d'autres bandes de la Mocro Maffia. Les Visboeren tentent d'assassiner en juillet 2013 Hakim El Makhloufi, alias Zotte Hakim, un trafiquant belgo-marocain connu de la justice belge, se rendant quotidiennement au Maroc.
En 2018, la Kali-team, une organisation anti-Mocro Maffia, fait une étonnante découverte à Tanger au nord du Maroc. Il s'avère que les Visboeren seraient les principaux propriétaires de l'hôtel Hilton près de la gare de Tanger-Ville. En mars 2020, les trois frères Achoukhi ainsi que le père Mohamed (73 ans) sont condamnés à huit ans de prison
Clan de Mourad El Achouri
Dans l’affaire Broken Lorry, Mourad El Machouri (32 ans), a été condamné à 21 ans de prison pour avoir importé de grandes quantités de drogues dures telles que l'héroïne, la cocaïne et l'amphétamine en Norvège pour plus de 14 millions de couronnes norvégiennes.
L'appel contre lui a commencé devant la cour d'appel de Borgarting le 5 janvier 2006.
L'affaire fait partie de l'enquête à grande échelle d'un important cartel de drogue néerlandais, sur laquelle la Kripos travaille depuis 2006. En juin 2006, la police a frappé après plusieurs semaines de surveillance et d'écoutes téléphoniques du réseau. Dans une caravane à Gardermoen, ils ont trouvé 195 kilos de haschisch et 11 kilos d'héroïne. Quatre hommes étaient à l'origine de ce trafic et ont été condamnés à 21, 19 et deux fois 12 ans de prison pour importation de drogue.
Une surveillance à long terme et des écoutes téléphoniques ont permis à la police nationale de perquisitionner une remorque alors que de grandes quantités de stupéfiants devaient être distribuées à partir d'une station de pesée désaffectée près de Gardermoen.

## Liquidations et assassinats
À l’instar des derniers meurtres, d’autres truands de la « Mocro Maffia » pourraient bien s’être réfugiés au Maroc, en Suriname, au Mexique ou encore à Dubaï. Beaucoup parlent notamment de membres des fameuses Tortues , réseau belgo-marocain extrêmement violent opérant à Anvers, qui pourraient se trouver dans la province de Nador, dont la plupart des trafiquants et membres de la Mocro Maffia sont originaires. Jusqu'à aujourd'hui, on compte plus d’une centaine de règlements de compte liés à la Mocro Maffia et à la communauté marocaine. Du jamais vu encore dans un pays comme les Pays-Bas depuis l'époque de Penose (en).
Plusieurs ex-gangsters ou membres de famille de gangsters sont victimes de fusillade après s'être confiés à la police néerlandaise et belge en donnant plusieurs informations sur les criminels les plus recherchés des Pays-Bas mais également d'Europe, notamment Ridouan Taghi et Saïd Razzouki. Lorsque ceux-ci ne respectent pas la devise érigeant l'omerta, les tueurs à gages, qui reçoivent une énorme somme d'argent, passent à l'action lorsque les chefs de réseaux le souhaitent. « Wie praat die gaat » (« Tous ceux qui parlent, mourront »), telle est la célèbre devise de la Mocro Maffia qui fait des dizaines de morts par balle chaque année. Les assassinats n'ont pas lieu seulement aux Pays-Bas et en Belgique mais également en Amérique du Sud, au Maroc et en Espagne. Les rivaux d'Amsterdam et Anvers trouvent souvent des accords pour effectuer le wapenstilstand (l'armistice) qui consiste à faire un break dans les liquidations. Cela a été le cas en 2013 lors de la cérémonie de mariage du trafiquant Benaouf qui s'est vu confronté à son plus grand rival le jour de son mariage. Les deux personnes, têtes de réseaux et rivaux, s'étaient donnés un accord pour éviter la catastrophe. Le wapenstilstand est plus souvent respecté à Anvers qu'à Amsterdam, de là où le peu de nombre d'assassinats à Anvers contrairement à Amsterdam.
- Le 9 mars 2016, Nabil Amzieb, surnommé Lange, né en 1993 à Amsterdam et originaire de Rabat au Maroc[wr 3], venant de terminer une formation en tant que mécanicien dans sa ville natale, est décapité et brûlé le soir dans sa ville natale. Sa tête est déposée devant une chicha et son corps est retrouvé calciné dans une voiture de police carbonisée à Amsterdam-Zuid[303]. La tête est remarquée le matin par des passants[304]. Nabil Amzieb n'est pas un baron de la drogue mais avait plusieurs amis actifs dans l'organisation Benaouf. Il était un ami proche des frères Omar et Youssef Lkhorf (assassiné en 2012). Une caméra de surveillance filme l'auteur prendre la fuite en vélo après avoir lancé une grenade dans la voiture de police[305].

Quelques mois plus tard, les enquêteurs décryptent des messages BlackBerry Pretty Good Privacy et des e-mails de Nabil Amzieb, datant de 2015, lors de l'assassinat de Eaneas Lomp à Krommenie. Nabil Amzieb reçoit le message : « Il est tout seul frère. Tirez partout dans le magasin. Tirez sur sa tête, dans ses testicules, sur son cou, dans ses bras, ses jambes, ses orteilles, ses doigts, il faut du sang partout. Il a un gilet par balle ». Des réponses violentes et à caractère raciste seront envoyées en retour par Nabil Amzieb à une personne non-décryptée : « Il a de la chance, on a pas pu tirer sur sa tête frère, wallah, il s'enfuyait et criait. Il a fini par s'écrouler dans le jardin d'une maison. Je pense qu'il est mort. Ce singe est fort, il n'arrêtait pas de courir. » Nabil Amzieb est alors considéré comme un tueur à gages opérant pour l'organisation de Benaouf sous commandes d'Omar Lkhorf. Un autre Néerlando-Marocain du nom de Hicham M. est également lié à l'assassinat d'Eaneas Lomp, un rival de Benaouf, travaillant pour le réseau de Gwenette Martha ;
- le 7 juillet 2016, Abdelkader Bouker, surnommé « le juif », né à Anvers, est enlevé dans sa ville natale par l'organisation de Houssine Ait Soussan. Bouker n'est pas un inconnu des services de police. L'homme jouait un rôle important dans un clan israélien d'Anvers depuis 30 ans. Il faisait de l'import-export des drogues de synthèse XTC au niveau international, allant des États-Unis jusqu'au Japon. Il était surnommé le "juif" pour avoir été désigné comme le fournisseur en XTC du groupe criminel maroco-israélien des frères juifs marocains Abergil, une des plus grandes familles criminelles de la mafia israélienne. Les Américains et la DEA avaient remonté la filière qui fournissait les Abergil, les menant à un groupe anversois, commandé par Abdelkader Bouker, actif dans la production de drogue de synthèse et l'import-export de cocaïne. Il est arrêté en 2015 avec 322 kilos de cocaïne en présence de deux autres personnes dans un hôtel de Borgerhout. En juillet 2016, Abdelkader Bouker[308] est enlevé en pleine rue à Anvers. La police retrouve son corps dans une cave, dissous dans de l'acide. Abdelkader Bouker était en conflit avec Houssine Ait Soussan et Benaouf Adaoui qui l'accusaient d’être à l'origine d'une perte importante de cocaïne. Abdelkader Bouker était l'un des plus grands importateurs de cocaïne en Belgique et aux Pays-Bas[309] ;

- le 2 novembre 2017, Mustapha El Fechteli, surnommé « Moes », né à Amsterdam, apparaît dans un règlement de comptes qui finit en homicide volontaire dans le quartier Guéliz à Marrakech[310]. Après l'incident, il quitte Marrakech pour se réfugier avec son frère, Mohammed, et quatre autres acolytes à l’appartement qu’il possédait au boulevard Zarktouni à Casablanca. Les deux auteurs en question, ayant pris la fuite avec une moto, cherchaient à liquider Mustapha « Moes » sur ordre de Ridouan Taghi. Ils assassinent un jeune Marocain d'une balle dans la tête alors qu'il buvait son thé au Café La Crème. La fusillade a fait également état de deux blessés dont une fillette[311]. D'après la police, les commanditaires du meurtre de La Crème seraient des Néerlando-Marocains connus de la mafia sous le nom de Ridouan Taghi et Said Razzouki[312]. Les deux tueurs à gages envoyés par la bande de Taghi et Razzouki étaient deux Néerlandais d'origine surinamaise et dominicaine[313]. Les enquêtes révèlent que la jeune victime, tuée d'une balle dans la tête, n'était pas la cible voulue des deux auteurs. Le propriétaire du café La Crème, Mustapha, serait un ancien lieutenant de Samir Bouyakhrichan. Après la mort de ce dernier, Moes a créé sa propre organisation criminelle. Il aurait importé d'importantes quantités de cocaïne depuis l'Amérique latine vers les Pays-Bas. « Moes », comme on l’appelle simplement, est une figure connue de la « Mocro Maffia », qui aurait été la cible souhaitée de Ridouan Taghi et Said Razzouki le soir du 2 novembre 2017. Les deux auteurs sont condamnés à mort[314] ;

- le 29 mars 2018, Reduan Bakkali, frère de Nabil Bakkali, est abattu à Amsterdam. Nabil Bakkali, surnommé Le repenti dans les médias néerlandais et Chekkam (en marocain : balance) dans les listes noires de la Mocro-maffia, natif d'Amsterdam et originaire de Chefchaouen au Maroc, est un ancien membre de l'organisation de Ridouan Taghi et Saïd Razzouki. Le surnom Chekkam lui est adopté pour le non-respect de l'omerta qui lui est ordonné par son chef de réseau.

À la suite de sa décision de tourner le dos à son organisation pour se repentir, il se rend au commissariat d'Utrecht et décide de parler à la police en échange d'une peine d'emprisonnement réduite. Le 18 septembre 2019, son avocat Derk Wiersum est à son tour froidement abattu. À la suite de ce dernier assassinat, le monde politique néerlandais est sous le choc. Le Premier ministre Mark Rutte décrit l'incident comme étant un attentat contre l'État ;
- le 13 mars 2019, le corps de Hilal Makhtout est retrouvé par la police de Rochefort dans le village de Forzée. Ce Belgo-Marocain de 33 ans, originaire de Genk, aurait refusé de payer une rançon de 15 000 euros liée au trafic de cocaïne, à une organisation criminelle néerlandaise, et aurait également été l'auteur de la disparition d'un paquet de cocaïne de trois kilos, pour une valeur à la revente de près de 100 000 euros. Les rivaux ont fait le déplacement jusqu'en Belgique pour en découdre en l'enlevant, le torturant, et en le brûlant vif dans un gîte[316].

Selon un témoin qui a vu l'enlèvement se dérouler en direct, il raconte avoir vu des hommes cagoulés s'exprimant en français et d'autres en néerlandais avec un accent hollandais, ce qui laisse présager que l'enlèvement aurait un lien avec la mafia néerlando-marocaine. La cérémonie d'adieu est organisée à la mosquée marocaine de Winterslag à Genk.

## Attentats

### Attentat au lance-roquette contrePanorama
Le média Panorama réalise régulièrement des reportages sur les bandes de la Mocro Maffia révélant de nombreux noms et informations sur les fonctionnements des bandes criminelles, a été pour cela plusieurs fois pris pour cible.
Le 9 janvier 2018 vers 20h30 à Anvers, Mohamed Taouil, âgé de 26 ans, ayant fait son apparition sur un reportage à propos de la Mocro Maffia, où il livrait plusieurs informations anonymement, visage flouté, échappera à la mort devant les yeux de son fils âgé de 2 ans. Il est la cible de plusieurs balles tirées par un homme cagoulé qui prend très vite la fuite dans une voiture de type Golf. Mohamed Taouil s'en sort avec 3 blessures par balle à la jambe. L'homme se trouve depuis début 2018 sur une liste noire des bandes criminelles anversoises.
Durant le soir du 21 juin 2018, un attentat a eu lieu à Amsterdam dans le siège social de Panorama (Nederlands tijdschrift) (nl), un média néerlandais publiant quotidiennement des informations aux Pays-Bas. Il n'y a eu aucune victime mais les dégâts étaient importants. Le média néerlandais avait publié la veille de l'attentat, un article révélant plusieurs informations concernant la Mocro Maffia. Les enquêtes révéleront que l'auteur de l'article Marie Claire, qui n'était à ce moment pas présente, était la cible essentielle de l'attentat. Vers 23h00, l'auteur, sans doute un membre d'une bande de la Mocro Maffia, mettra le feu au siège social avant de prendre la fuite.
Une semaine plus tard, le 28 juin 2018, Panorama publie dans sa rédaction le sujet Qui est le principal dirigeant de la Mocro Maffia ?. L'article est supprimé quelques heures plus tard, considéré comme très risqué, pouvant entraîner l'affaire à un nouvel attentat, voir liquidation d'un membre de la rédaction.
En mai 2019, Panorama annonce officiellement la fin de la collaboration avec le site Boevennieuws.nl qui livraient toutes les informations concernant les réseaux de la Mocro-maffia par risque d'être victime d'un nouvel attentat.

### Attaque à la camionnette bélier contreDe Telegraaf

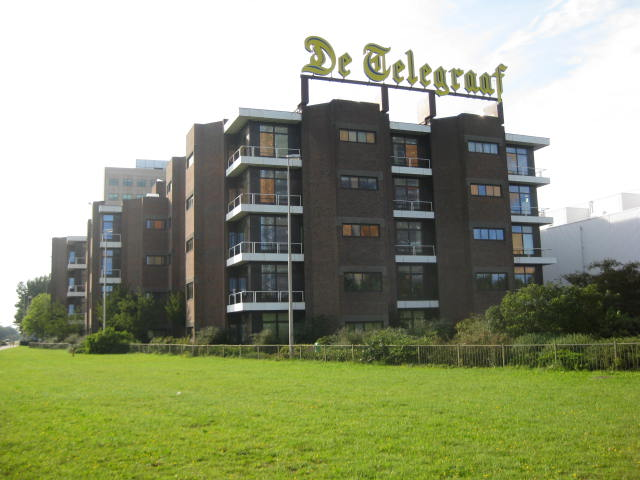
Le siège social de De Telegraaf à Amsterdam.

Quatre jours plus tard, le 25 juin 2018, un autre média néerlandais, De Telegraaf, écrit un article racontant qu'un membre connu de la Mocro Maffia du nom de Ridouan Taghi, ainsi que son bras-droit Saïd Razzouki et le reste du grand réseau, pourraient se retrouver implantés au Mexique. Le lendemain matin, le 26 juin vers 4 h du matin, le siège social est pris pour cible par un attentat à la voiture bélier. L'auteur cogne violemment sa Volkswagen Caddy contre le bâtiment du média néerlandais avant de mettre le feu à la camionnette. Le jour même de l'attentat, l'enquête révèle qu'il s'agissait sans aucun doute des bandes criminelles marocaines implantées à Amsterdam. Le journaliste John van den Heuvel déclare : « Ridouan T. est le criminel le plus recherché des Pays-Bas. Le lendemain matin de l'article, le siège social de De Telegraaf sera encore pris pour cible. À chaque fois que l'on écrit ou que l'on dit quelque chose sur lui, il y a des conséquences comme des attentats, des liquidations ou des menaces. Même quand les rédacteurs écrivent leur article à propos d'eux, ils prennent entre autres une grande prise de risque, pouvant entraîner l'affaire à la mort. »
Le lendemain, la rédaction de De Telegraaf mettra sur la Une de la page une illustration où il est écrit : « Nous ne demeurerons jamais silencieux ! ». Le 27 juin 2018, la justice néerlandaise prendra la décision de sécuriser tous les médias néerlandais en mettant en place un grand périmètre de sécurité, des patrouilles tard le soir ainsi que de nouvelles caméras de surveillance autour de chaque siège social de médias pour éviter une nouvelle attaque.
En 2019, le journaliste John van den Heuvel du journal De Telegraaf est enlevé et mis dans le coffre d'une voiture avant d'être attaché et torturé dans un appartement à Amsterdam. Il est libéré grâce à son collègue journaliste Bas van Hout qui paye une énorme rançon aux criminels qui étaient à ce moment tous cagoulés.

### Série d'explosions à la grenade à Anvers

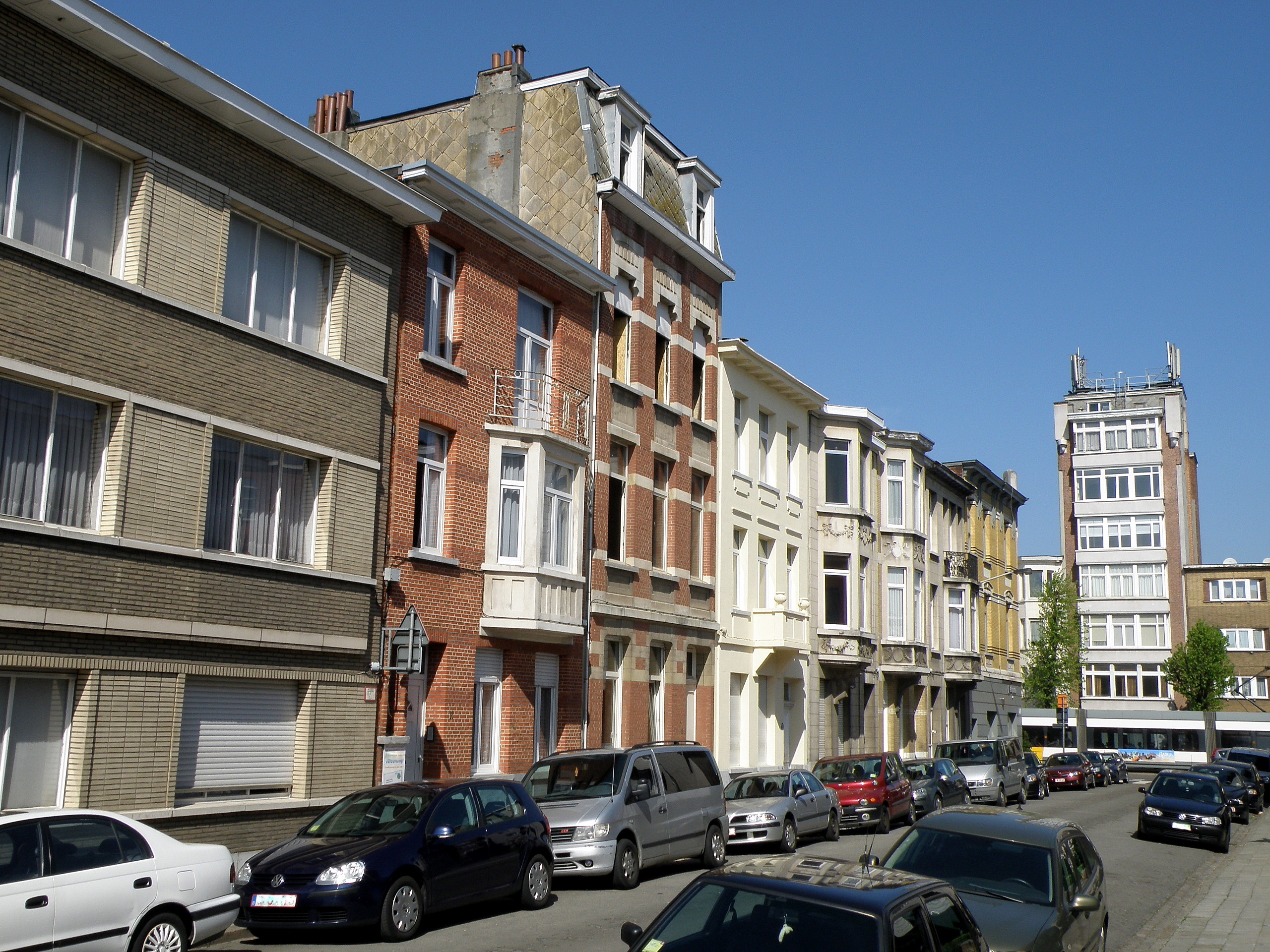
Borgerhout, lieu à Anvers où l'on compte le plus d'explosions à la grenade.

En 2019, une longue série d'explosions à la grenade fait son apparition dans plusieurs districts d'Anvers. À la suite de recherches effectuées par les enquêteurs belges de la police fédérale, plusieurs noms ayant des rapports avec les réseaux marocains font leur apparition dans le système. Les trafiquants belgo-marocains utilisent vaguement des grenades explosives pour faire passer un message de menace auprès de l'entourage d'une famille marocaine dans le trafic de cocaïne. Les explosions ont souvent lieu dans des commerces ou des véhicules.
Les clans The Turtles et De Mixers sont les principaux réseaux de la Mocro-maffia qui contrôlent le trafic de cocaïne à Anvers. À la suite de ces problèmes difficilement gérables à cause d'une omerta discrète, la police belge décide d'investir 600 000 euros, mettant en place le service Kali-team qui a pour but de combattre la Mocro-maffia à Anvers. Composé de 35 agents locaux et 40 agents de la police fédérale, le nombre d'explosions à la grenade n'a fait qu'augmenter. En fin d'année 2019, le nom de Gabriel Chérif (surnommé Lange Vingers) fait pour la première fois son apparition dans les médias belges. Le baron de la drogue serait au cœur d'une énorme polémique dans le milieu anversois. Il est actuellement en fuite.

## Lutte contre la Mocro-maffia
- Procès Marengo : procès juridique de la police fédérale néerlandaise ayant pour but de démanteler le réseau de Ridouan Taghi[337].
- Kali-team : organisation policière belge ayant pour but de traquer les trafiquants qui opèrent autour des conteneurs du port d'Anvers pour la récupération de drogues[338].
- Opération Sky : opération de cyberpolice menée par la justice belge et néerlandaise ayant pour but de démanteler le réseau The Turtles à l'aide de messages PGP au sein du réseau de communication Sky ECC[339].
- Operation Broken Lorry (Operasjon Broken Lorry en norvégien) : plus grande opération de démantèlement du réseau de distribution de drogues en Norvège dirigé par Mourad El Machouri. 34 personnes ont été condamnées à 274 ans de prison et à 40 millions de couronnes norvégiennes de confiscation.

« En matière de trafic de stupéfiants, nous disposons d’une base de données internationale grâce aux renseignements fournis par nos partenaires étrangers. Chaque fois qu’il y a un problème lié au trafic de drogue ou au terrorisme, qui concerne un ressortissant marocain ou d’origine marocaine, nous sommes avisés pour mener nos propres enquêtes au Maroc. À partir de là, toutes les personnes impliquées directement ou qui font l’objet de recherche ou d’avis de diffusion par Interpol sont de facto dans notre radar. Si la Mocro Maffia existe, il est faux de prétendre que le trafic de drogue est uniquement tenu par des individus originaires du Maroc car ces mafias sont cosmopolites et d’essence internationale. »

— Abdelhak Khiame, directeur général du BCIJ, le 5 janvier 2019 dans une interview.

### Réactions politiques

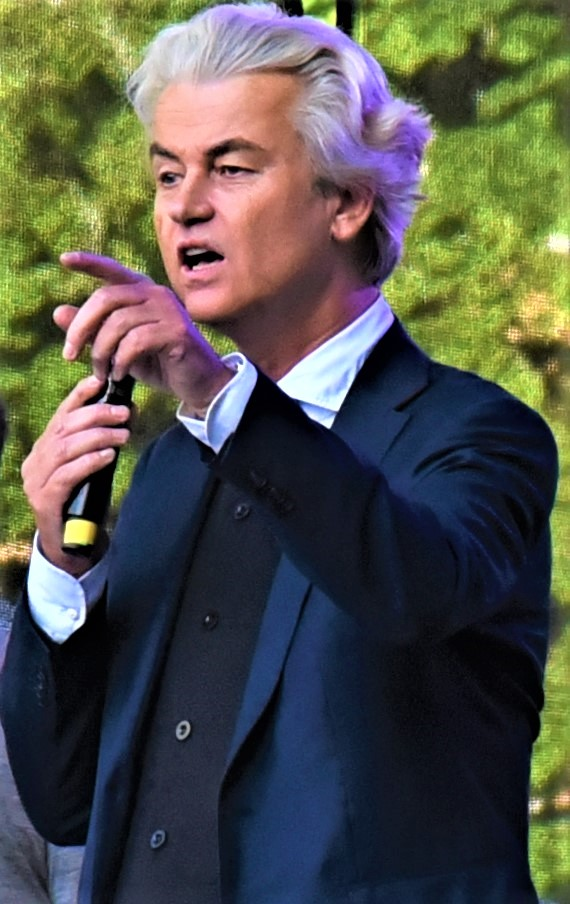
Geert Wilders évoque la mafia marocaine dans la chambre basse du parlement néerlandais en 2019.

Durant les années 2010, la mafia marocaine fait également parler d'elle dans la politique néerlandaise et belge. Le système néerlandais a démasqué plusieurs politiciens qui auraient des relations avec les plus grands barons de la drogue, notamment Ridouan Taghi ou encore Saïd Razzouki. Après l'assassinat de Derk Wiersum, avocat ayant des informations sur Ridouan Taghi, Geert Wilders a fait part de son mécontentement dans la chambre basse du Parlement néerlandais :
| « Nous ne sommes plus patrons dans notre pays et il n'y a plus d'autorité. Le désordre, la violence, la terreur, c'est ce qui touche Amsterdam et plusieurs autres endroits du pays. Un avocat brutalement assassiné, le frère d'un témoin-clé tué, un attentat au lance-roquette contre nos médias, des grenades qui explosent dans nos rues, des têtes décapitées devant nos coffee-shops. La mafia marocaine est devenue la patronne dans ce pays. Et elle devient chaque jour plus forte et plus violente. Tout le monde dans la rue en a marre de la présence des Marocains. Cette mafia à Amsterdam ne vient pas de Norvège, elle vient du Maroc. Ne me contredisez pas quand je vous dis que les Pays-Bas ont un problème de Marocains. » — Geert Wilders, dirigeant du Parti pour la liberté (PVV), le 19 septembre 2019 au parlement national des Pays-Bas, après l'assassinat de Derk Wiersum. |  | « Je suis d'accord avec Wilders s'il dit qu'il y a un problème de mafia marocaine aux Pays-Bas. Je suis également d'accord avec lui s'il dit que les Marocains sont majoritairement présents dans les listes des criminels aux Pays-Bas. Mais je me demande ce que vous insinuez avec “un problème de Marocains aux Pays-Bas”. Les autres Marocains qui sont droits dans leurs bottes, qui entendent de leurs oreilles “un problème de Marocains”, ça peut les toucher très profondément. Personnellement, en tant que libéral, en tant que membre de cette société démocrate, je trouve qu'on doit juger via les comportements individuels et pas via le groupe ethnique auquel ils font partie. Chaque Marocain qui veut construire un avenir aux Pays-Bas en suivant notre système, a totalement son droit. » — Réponse du premier ministre néerlandais Mark Rutte à Geert Wilders, le 19 septembre 2019 au parlement national des Pays-Bas. |

« J'ai beaucoup de personnes qui viennent se plaindre chez moi en me disant qu'ils voient beaucoup de Marocains traîner dans les ruelles avec un gilet pare-balles en dessous de leur veste. Ce sont sans doute des hommes qui ont des relations avec la Mocro-Maffia. On ne doit pas prendre en compte les menaces de mort. Cela ne changera rien. Ces hommes peuvent apparaître à n'importe quel moment et vous tirer dessus. C'est inévitable. »

— Jos van Gennip (nl), Ministre des affaires étrangères, après l'assassinat de Reduan Bakkali.

« Bien sûr, les Pays-Bas ne sont pas encore au même niveau que le Mexique. Nous n'avons pas 14 400 assassinats. Mais si vous regardez l'infrastructure, le montant d'argent récolté par le crime organisé, l'économie noire ... Oui, nous avons un narco-état. »

— Jan Struijs (nl), président du plus grand syndicat de police des Pays-Bas, après l'assassinat de Derk Wiersum.

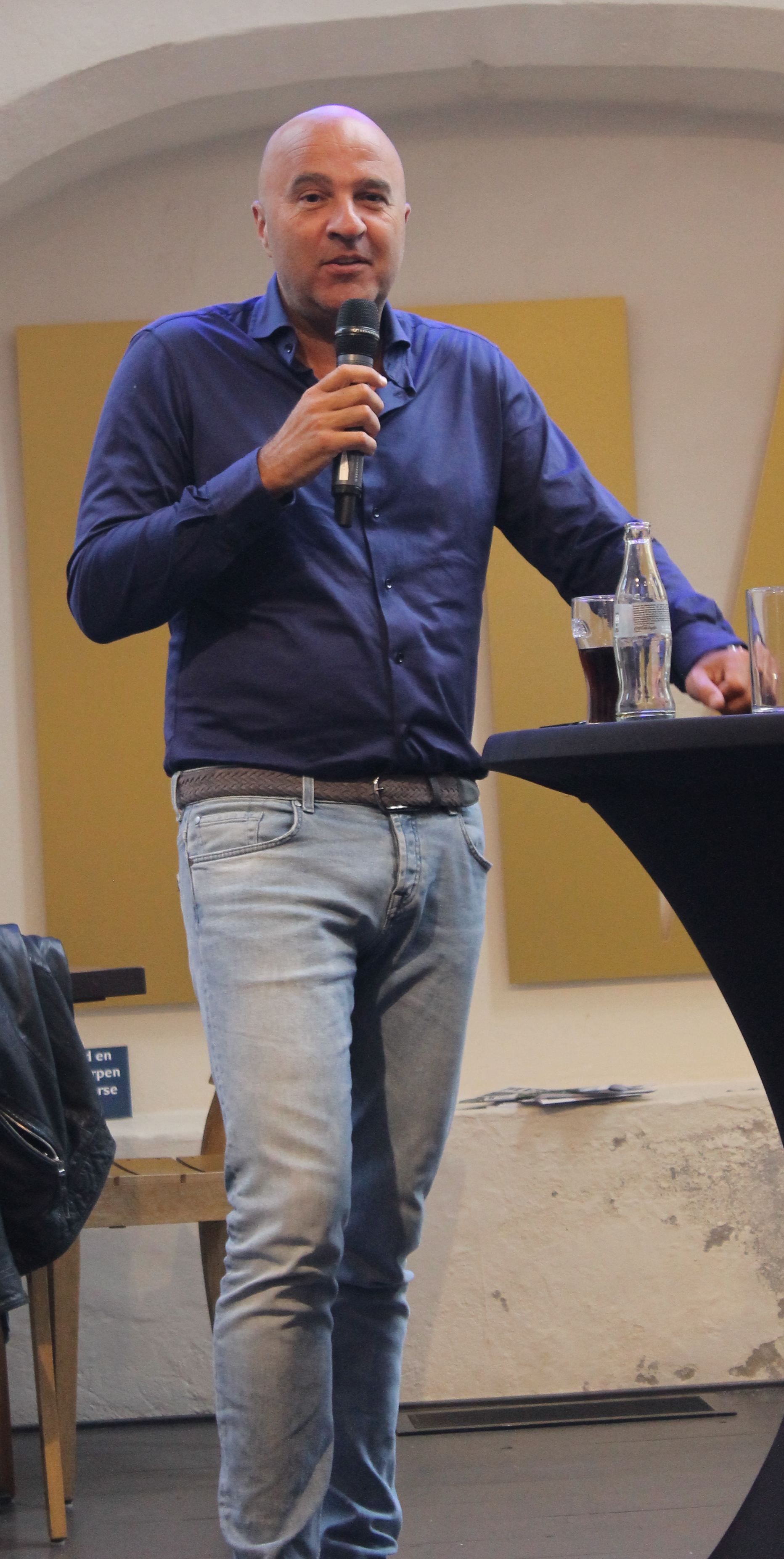
John van den Heuvel est la cible de Ridouan Taghi à la suite d'une déclaration en direct à la télévision.

Face à la Mocro-maffia et Ridouan Taghi, le journaliste des affaires criminelles John van den Heuvel, est également évoqué dans les organisations de la Mocro-maffia à la suite de ses nombreuses déclarations sur la mafia marocaine aux Pays-Bas. En juin 2018, un attentat à la voiture bélier a lieu au siège social de De Telegraaf. Ayant lui-même travaillé dans ce média, il livre son avis personnel à la télévision néerlandaise en évoquant le nom du criminel au micro de ce même média : 

« Ridouan Taghi est le criminel le plus recherché des Pays-Bas. À chaque fois que l'on dit ou que l'on écrit quelque chose sur lui, il y a des conséquences, des attentats et des menaces. Au moment où tu es journaliste et que t'écris sur lui, tu prends des risques de te faire assassiner. »

— John van den Heuvel, le 26 juin 2018 après l'attentat commis sur le siège social de De Telegraaf

À la suite de cette déclaration osée, des tirs de kalachnikovs visent son domicile en novembre 2018. La police retrouve au domicile de l'auteur Yassine A. un lance-roquette prêt à être déchargé contre le domicile de John van den Heuvel. Il décline pour cette raison son émission à laquelle il devait participer en tant que présentateur sur RTL Boulevard. Un an plus tard, il reçoit des messages de la part de Ridouan Taghi, en fuite, le prévenant qu'il figure sur sa liste noire. Une énorme prime est placée sur la tête de John van den Heuvel. La justice néerlandaise suspecte le club de motard No Surrender de passer à l'attaque sous commande de Ridouan Taghi. En décembre 2019, Ridouan Taghi est arrêté à Dubaï. John van den Heuvel livre à nouveau une déclaration :

« Je suis tellement soulagé. J'ai même du mal à y croire.  Il y a exactement deux ans, on m'a obligé à me sécuriser au maximum suite à des menaces. Depuis, je n'ai jamais marché tout seul dans la rue. C'était lourd. Heureusement, je pouvais quand même faire mon travail. Çà a été un moment difficile dans ma carrière. Quand tu entends une telle nouvelle, c'est un soulagement incroyable. »

— Journaliste John van den Heuvel, le 16 décembre 2019 après l'arrestation de Taghi à Dubaï.

En 2017, l'écrivain Raf Sauviller publie son ouvrage Borgerokko Maffia, distribué dans toutes les bibliothèques de Flandre (Belgique) et des Pays-Bas. Dans son ouvrage, il évoque la corruption dans les douanes du port d'Anvers et chez les agents de police. Selon une recherche effectuée en 2018, la commune de Borgerhout à Anvers aurait une économie majoritairement illégale à cause des revenus des bandes de la Mocro Maffia. Questionné par le quotidien De Morgen sur ce livre, le bourgmestre d'Anvers Bart De Wever avoue avoir du mal à intercepter les grands noms de la mafia à Anvers. Il déclare également : 

« La Mocro-maffia sait facilement s'infiltrer dans la politique belge. Ils font plus de dégâts que la drogue en elle-même. Je trouve ça injuste pour les chefs de partis politiques qui voient leur parti dégringoler. Je préfère déjà les prévenir que mon parti politique ne sera potentiellement pas collaborateur. Ces organisations se contentent d'un chiffre d'affaires hallucinant pouvant figurer parmi les plus riches au Maroc. Nous avons créé cette semaine la Kali-team. L'équipe est composée de 40 agents pour combattre la Mocro-maffia dans le port. »

— Bourgmestre d'Anvers Bart De Wever, le 3 septembre 2018

### Peines de mort
| Nom                                                                            | Condamnation | Nationalité(s)         | Affaire                                            | Prison         |
| ------------------------------------------------------------------------------ | ------------ | ---------------------- | -------------------------------------------------- | -------------- |
| Shardyone Ulises Girigorio Semerel (Membre de l'organisation de Ridouan Taghi) | 2019         | Néerlandais Surinamais | Fusillade de Marrakech en 2017 Décès : Hamza Chaib | Prison de Salé |
| Edwin Gabriel Robles Martínez (Membre de l'organisation de Ridouan Taghi)      | 2019         | Néerlandais Dominicain | Fusillade de Marrakech en 2017 Décès : Hamza Chaib | Prison de Salé |

### Condamnations à perpétuité
| Nom             | Condamnation | Nationalité(s)    | Affaire                                                                                | Prison                                                                                   |
| --------------- | ------------ | ----------------- | -------------------------------------------------------------------------------------- | ---------------------------------------------------------------------------------------- |
| Anouar B.       | 2018         | Pays-Bas Maroc    | Fusillade de Marrakech en 2017 Décès : Hamza Chaib                                     | Complexe pénitentiaire de Loudaya                                                        |
| Naoufal Fassih  | 2019         | Pays-Bas Maroc    | Multiples assassinats dont Samir Bouyakhrichan en 2014                                 | Prison Wheatfield                                                                        |
| Omar Lkhorf     | 2019         | Pays-Bas Maroc    | Multiples assassinats dont Gwenette Martha en 2014                                     | Extra Beveiligde Inrichting                                                              |
| Hicham Marrabou | 2019         | Pays-Bas Maroc    | Multiples assassinats dont Eaneas Lomp                                                 | Prison de Zutphen                                                                        |
| Anouar Benhadi  | 2021         | Pays-Bas Maroc    | Fusillade de Staatsliedenbuurt                                                         | Extra Beveiligde Inrichting                                                              |
| Adil Abouchdak  | 2021         | Pays-Bas Maroc    | Fusillade de Staatsliedenbuurt                                                         | Extra Beveiligde Inrichting                                                              |
| Iliass K.       | 2021         | Pays-Bas Maroc    | Trois assassinats Décès : Alex Gillis, Stefan Regalo Eggermont et Massod Amin Hosseini | Extra Beveiligde Inrichting                                                              |
| Delano R.       | 2022         | Pays-Bas Suriname | Caloh Wagoh                                                                            | Extra Beveiligde Inrichting                                                              |
| Feno D.         | 2022         | Pays-Bas Suriname | Caloh Wagoh                                                                            | Extra Beveiligde Inrichting                                                              |
| Jermaine B.     | 2022         | Pays-Bas Suriname | Caloh Wagoh                                                                            | Extra Beveiligde Inrichting                                                              |
| Mario Romo      | 2024         | Pays-Bas Suriname | Procès Marengo                                                                         | Prison du CPI Paramaribo (mai 2020) Extra Beveiligde Inrichting (depuis mai 2021)        |
| Ridouan Taghi   | 2024         | Pays-Bas Maroc    | Procès Marengo                                                                         | Extra Beveiligde Inrichting                                                              |
| Saïd Razzouki   | 2024         | Pays-Bas Maroc    | Procès Marengo                                                                         | Prison de La Modelo (fév. 2020 - déc.2021) Extra Beveiligde Inrichting (depuis déc.2021) |

## Couverture médiatique
Les assassinats de la Mocro-maffia constituent un tournant du journalisme criminel. Même si la Mocro-maffia n'est pas le premier phénomène criminel aux Pays-Bas, c'est le premier à recevoir une couverture médiatique à la fois internationale et intensive. Les réformes fiscales virtuelles néerlandaises des années 2010 favorisèrent l'émergence de médias écrits peu coûteux, qui pouvaient donc être largement diffusés et relayés. Ces diffusions furent les précurseurs d'une tendance qui prit de l'ampleur après l'assassinat du journaliste Martin Kok en 2016. Un journal, De Telegraaf, profita largement de l'engouement du public pour la guerre criminelle qui a lieu dans sa capitale, qui reçut ainsi une couverture médiatique sans précédent.
Après les attentats commis contre De Telegraaf et Panorama en 2017, fin juin, l'avocate Christien Wildeman déclare au quotidien De Telegraaf : « L'impact est pesant vis-à-vis des rédacteurs, du journalisme et de la société, mais nous ne demeurerons jamais silencieux. Près de mille personnes travaillent dans le siège social. Nous sommes loin d'ignorer leur sentiment d'insécurité dans leur lieu de travail. Notre démocratie de droits sociaux se trouve dans une pression insupportable, et nous devons tous la combattre, ensemble. De ces attentats, nous avons appris beaucoup de choses, notamment qu'on doit toujours rester vigilants ». Pendant que certains médias néerlandais décident de censurer leur nom et prénom dans les articles publiés quotidiennement, De Telegraaf, lui, ne cède pas à la panique, encore moins aux censures. John van den Heuvel, un journaliste néerlandais ayant précédemment écrit pour De Telegraaf est pris pour cible quelques jours plus tard à son domicile. Après l'arrestation du commanditaire de ces deux attentats, il déclare : « Je suis tellement soulagé. Il y a exactement deux ans, on m'a obligé à me sécuriser au maximum suite à des menaces. Depuis, je n'ai jamais marché tout seul dans la rue. C'était lourd ».

« Amsterdam c'est pire que Naples. Si vous me demandez quel est l'endroit le plus corrompu que j'ai visité dans ma vie, ma réponse ne sera ni Naples, ni Lagos mais Londres et Amsterdam. Je ne parle pas au niveau de la corruption de rue. Chez vous (Pays-Bas), ce ne sont pas les politiciens ni les agents qui sont corrompus mais le système. Plus particulièrement votre système financier. Il est vrai que la criminalité de rue aux Pays-Bas est dominée par les Marocains et les Serbes, mais il ne faut pas se tromper : le blanchiment est Néerlandais. Le système financier néerlandais propose une certaine ombre fiscale dans laquelle les criminels peuvent prospérer. Amsterdam est beaucoup plus importante que Naples. Des clans du monde entier y sont présents, car les Pays-Bas sont l'un des ports de transit les plus importants. Ils savent tous : qui possède les Pays-Bas possède l'une des artères du marché mondial de la drogue. En outre, vous continuez de prétendre que ce type de flambée de violence est à blâmer pour les Marocains qui se trouvent être très actifs aux Pays-Bas. Mais ça ne marche pas comme ça. Ils sont tous actifs ici parce que le système néerlandais leur est si bénéfique. Ils sont ici parce que vous leur permettez. »

— Roberto Saviano, auteur du roman Gomorra, en septembre 2019 dans une interview avec De Volkskrant.
Au fil des années 2010, les médias étrangers reprennent également l'appellation Mocro Maffia, notamment en Belgique, en Allemagne, en Espagne, en Italie, au Danemark, en Tchéquie, en Grèce, en Hongrie, en Slovaquie, en Ukraine, en Israël, en Roumanie, au Brésil,, en Colombie, au Pérou, au Chili, au Maroc ainsi qu'en Grande-Bretagne où le média BBC estime que les Pays-Bas est en passe de devenir un état de narco-trafiquant. En France, le sujet est longtemps resté dans l'ombre, mais certains médias ont récemment commencé à traiter le sujet.

### Télévision
- 2016 : 
  -  Pays-Bas : débat De Mocro-oorlog dans l'émission VAN LIEMPT LIVE diffusé sur RTL Nederland ;
- 2018 :
  -  Pays-Bas : Bizarre details liquidatie: zo gestoord is de Mocro-maffia sur De Telegraaf ;
  -  Pays-Bas : Opvolger Mocro Maffia: jongens worden huurmoordenaars sur De Telegraaf ;
- 2019 :
  -  Pays-Bas : Reconstructie Mocro-maffia: hoe de broer van kroongetuige Nabil B. werd geliquideerd sur RTL Nieuws ;
  -  Pays-Bas : Mocro-maffia liquideert advocaat: "Ze deinzen nergens voor terug" sur PowNed ;
  -  Pays-Bas : débat Mocro Maffia of een 'Marokkanen-probleem'?" dans l'émission De Nieuwe Maan sur NPO 1 ;
  -  France : débat Pour ou contre la légalisation du cannabis ?, Rose Ameziane à propos de la Mocro-maffia dans l'émission Balance ton post ! sur C8[377] ;
- 2020 :
  -  Pays-Bas : débat John van den Heuvel over Ridouan Taghi en Mocro Maffia sur MTV (Pays-Bas) (en) ;
  -  Pays-Bas : Kopstuk Mocro-maffia Razzouki opgepakt sur De Telegraaf ;
  -  Pays-Bas : documentaire La chasse à la Mocro-maffia saison 1 de John van den Heuvel sur Videoland ;
  -  Pays-Bas : documentaire La chasse à la Mocro-maffia saison 2 de John van den Heuvel sur Videoland[378] :
- 2021 :
  -  Pays-Bas : documentaire Costa del Crime de Mick van Wely  sur Videoland ;
  -  Pays-Bas : documentaire La chasse à la Mocro-maffia saison 3 de John van den Heuvel sur Videoland[379].
- 2022 :
  -  Royaume-Uni : DW : The power of the drugs mafia - Cocaine and the Netherlands.
  -  Qatar : DW : وثائقي | شبكة العصابات العالمية - الجريمة المنظمة وعلاقتها بالمنظمات الإرهابية | وثائقية دي دبليو.
  -  Espagne : DW : El poder de la mafia de la droga - La cocaína y los Países Bajos.
  -  France : enquête exclusive : Belgique, Pays-Bas : les nouvelles mafias de la cocaïne sur M6[380].
  -  France : France 2 : Drogue aux Pays-Bas : Les mafias qui font trembler le royaume[381]
- 2023 :
  -  États-Unis : débat avec Joe Rogan : The Mocro Mafia Running The Netherlands sur JRE
  -  Pays-Bas : documentaire La chasse à la Mocro-maffia saison 4 de John van den Heuvel sur Videoland[382] :
- 2024 :
  -  France : BFM TV : Narcos, la terreur au cœur de l'Europe[383].
  -  France : Arte : Mocro-Maffia : les nouveaux barons de la cocaïne en Europe[384].
  -  France : France 5 : Documentaire Cannabis[385].
  -  Pays-Bas : documentaire La chasse à la Mocro-maffia saison 5 de John van den Heuvel sur Videoland[386]
  -  Espagne : émission sur Karim Bouyakhrichan diffusé sur RTVE Noticias
  -  Espagne : débat sur Karim Bouyakhrichan Marca España: ¡Se fuga el líder más peligroso de la 'Mocro Maffia'! diffusé sur Periodista Digital
  -  Allemagne : débat avec l'expert Oliver Huth : Drogenkrieg in Deutschland - was hat es mit der "Mocro-Mafia" auf sich? dans l'émission Sat.1-Frühstücksfernsehen (de).

### Dans la fiction
- Gangsta, long-métrage belge créé par Adil El Arbi et Bilall Fallah en 2018 ;
- Mocro Maffia, série télévisée néerlandaise créée par Achmed Akkabi et Thijs Römer en 2018 ;
- Braqueurs, série télévisée française créée par Julien Leclercq en 2021[387].
- Marbella, série télévisée espagnole créée par Alberto Marini et Dani de la Torre en 2024 ;

### Radio
- « Violences urbaines et trafic de drogue au Mexique, aux Pays-Bas et en Suède », France Info,‎ 2 septembre 2021 (lire en ligne)
- « Drogue : la "Mocro Maffia", toute-puissante en Belgique et aux Pays-Bas », RTL,‎ 8 novembre 2022 (lire en ligne)
- « Mocro Maffia, quand la violence des cartels déferle sur l'Europe », Radio France,‎ 29 janvier 2023 (lire en ligne)
- « Enquête dans le sillage de la Mocro Maffia », France Info,‎ 5 février 2023 (lire en ligne)
- « La «Mocro Maffia», une «nébuleuse criminelle» dont les racines plongent dans la vallée du Rif », RFI,‎ 9 octobre 2024 (lire en ligne)

### Sources
- Joyce Azar, « Le drame social derrière le trafic de cocaïne à Anvers », RTBF,‎ 20 décembre 2017 (lire en ligne)
- Stéphane Joahny, « Anvers, capitale européenne de la coke », Le JDD,‎ 21 février 2018 (lire en ligne)
- Gilbert Dupont, « Un dirigeant de la Mocro Mafia, le nouveau crime organisé marocain, vit actuellement en Belgique! », La Dernière Heure,‎ 16 novembre 2018 (lire en ligne)
- Samir El Ouardighi, « Trafic d'ecstasy: La Mocro Maffia revient à ses origines et cible le Maroc », Médias 24,‎ 22 novembre 2018 (lire en ligne)
- Samira Sitail, « Mocro-maffia : Récompense pour l’arrestation des suspects de l’attaque du café La Crème », 2M,‎ 23 novembre 2018 (lire en ligne)
- Christian Vandermeulen, « Tout sur les mafias en Belgique: voici où elles sévissent (carte) », Lacapitale.be,‎ 19 février 2019 (lire en ligne)
- Eric Steffens, « De Wever : les Pays-Bas ont une dette envers l’Europe en matière de trafic de drogue », VRT,‎ 5 avril 2019 (lire en ligne)
- Malik Hadrich, « La mocro-maffia a encore tué: un avocat abattu en pleine rue à Amsterdam », 7sur7,‎ 18 septembre 2019 (lire en ligne)
- Nicolas Gillard, « Mafia marocaine: ce que l'on sait sur son implantation en Belgique », RTBF,‎ 19 septembre 2019 (lire en ligne)
- Jean-Pierre Stroobants, « Meurtres, attentats et décapitation : la sanglante guerre entre trafiquants de coke aux Pays-Bas », Le Monde,‎ 3 octobre 2019 (lire en ligne)
- Harrold Nottet, « Anvers dépassée par les trafiquants et leur violence », Moustique.be,‎ 26 août 2020 (lire en ligne)
- Anne Rovan, « Pays-Bas: Mark Rutte dans le viseur de la «Mocro Maffia» », Le Figaro,‎ 28 septembre 2021 (lire en ligne)
- Thomas Saintourens, « Derrière les menaces d’attentat contre Mark Rutte, premier ministre néerlandais, l’ombre de la « Mocro Maffia » », Le Monde,‎ 28 septembre 2021 (lire en ligne)
- « Pays-Bas : la police craint que le Premier ministre Mark Rutte soit enlevé ou attaqué par une mafia », TF1,‎ 29 septembre 2021 (lire en ligne)
- David Gormezano, « La "Mocro Maffia", ces narcotrafiquants qui distillent la peur aux Pays-Bas », France 24,‎ 30 septembre 2021 (lire en ligne)
- Ava Roussel, « Mocro Maffia en Belgique et aux Pays-Bas : quand le libéralisme fait le bonheur du crime organisé », Charlie Hebdo,‎ 21 décembre 2022 (lire en ligne)
- Guillaume Gendron, « Mocro Maffia : à Amsterdam, le procès hors norme des Hollandais violents », Libération,‎ 25 décembre 2022 (lire en ligne)